# Cristiano Ronaldo

Unterschrift von Cristiano Ronaldo

Cristiano Ronaldo [kɾiʃti'ɐnu ʁuˈnaɫðu] (* 5. Februar 1985 in Funchal, Madeira; voller Name Cristiano Ronaldo dos Santos Aveiro) ist ein portugiesischer Fußballspieler. 
Ronaldo wurde in der Jugendakademie von Sporting Lissabon ausgebildet und mit 18 Jahren von Manchester United unter Vertrag genommen. Nachdem er zu Beginn seiner Karriere im rechten Mittelfeld eingesetzt worden war, wechselte er später auf den linken Flügel und gewann als Starspieler von United unter anderem drei englische Meisterschaften in Folge sowie 2008 die UEFA Champions League. Nach seinem Transfer zu Real Madrid, dem seinerzeit teuersten der Fußballgeschichte, erzielte Ronaldo in über 400 Pflichtspielen im Schnitt mehr als ein Tor pro Spiel. Seit 2015 ist er Rekordtorschütze von Real Madrid. 2014, 2016, 2017 und 2018 errang er mit den Madrilenen vier weitere Champions-League-Titel. Er war der erste Spieler der Champions-League-Ära, dem fünf Titelgewinne gelangen. Ab 2018 spielte Ronaldo bei Juventus Turin und wurde mit der „Alten Dame“ unter anderem 2019 sowie 2020 italienischer Meister. Ende August 2021 kehrte er im Alter von 36 Jahren zu Manchester United zurück. Seit Januar 2023 steht er in Saudi-Arabien beim al-Nassr FC unter Vertrag.
Auf internationaler Ebene debütierte Ronaldo im Alter von 18 Jahren in der portugiesischen Nationalmannschaft. Mit Portugal, das sich zum Zeitpunkt seines Debüts nur für je drei WM- und EM-Turniere hatte qualifizieren können, nahm er in der Folge an sechs Europameisterschaften (2004, 2008, 2012, 2016, 2021, 2024) und fünf Weltmeisterschaften (2006, 2010, 2014, 2018, 2022) teil. Dabei führte er die zuvor titellose „Seleção“ als Mannschaftskapitän zum Gewinn der EM 2016 und zum Triumph in der Nations League in den Jahren 2019 und 2025. Ronaldo hält die Weltrekorde für die meisten Länderspieleinsätze, die meisten Länderspielsiege und die meisten Länderspieltore. Darüber hinaus hält er die EM-Rekorde für die meisten Einsätze (30), Tore (14) sowie Torvorlagen (8) und ist mit 22 Einsätzen Portugals WM-Rekordspieler.
Ronaldo wurde fünfmal als Weltfußballer des Jahres und dreimal als Europas Fußballer des Jahres ausgezeichnet. Mit 183 Einsätzen, 140 Toren und 42 Torvorlagen ist er Rekordspieler, -torschütze und -vorlagengeber der Champions League, des prestigeträchtigsten Vereinswettbewerbs Europas. Er ist der einzige Fußballer, der in England, Spanien und Italien Meisterschaften gewann, als Fußballer des Jahres prämiert und Torschützenkönig wurde. Zudem erhielt er viermal den Goldenen Schuh als bester Torschütze Europas. 2020 wurde Ronaldo in das Ballon d’Or Dream Team gewählt.

## Herkunft und Familie
Cristiano Ronaldo dos Santos Aveiro wurde 1985 als jüngstes von vier Kindern von Maria Dolores dos Santos Aveiro (* 1954) und José Dinis Aveiro (1954–2005) in Santo António im Kreis Funchal, der Hauptstadt der im Atlantik gelegenen portugiesischen Insel Madeira, geboren. Er wuchs mit seinem Bruder und seinen zwei Schwestern in einfachen Verhältnissen auf. Sein Vater arbeitete als städtischer Gärtner und Zeugwart beim Regionalligisten CF Andorinha. Ronaldos Mutter war Köchin in einem Restaurant. Seinen zweiten Vornamen „Ronaldo“ erhielt er nach dem damaligen US-Präsidenten Ronald Reagan, dem Lieblingsschauspieler seines Vaters. Ronaldos Vater war schwer alkoholkrank und starb im Jahr 2005 im Alter von 51 Jahren an Leber- und Nierenversagen.
Ronaldo ist sechsfacher Vater. Am 4. Juli 2010 gab er die Geburt seines ersten Sohnes bekannt. Für diesen hat er das alleinige Sorgerecht. Die Identität der Mutter hat Ronaldo nicht veröffentlicht, es soll sich um eine Leihmutter handeln. Von Mai 2010 bis Januar 2015 war Ronaldo mit dem russischen Model Irina Shayk liiert. Am 29. Juni 2017 bestätigte Ronaldo die Geburt seiner von einer Leihmutter ausgetragenen Zwillingskinder. Seit Herbst 2016 ist er mit dem spanisch-argentinischen Model Georgina Rodríguez zusammen. Im November 2017 kam ihr erstes gemeinsames Kind zur Welt. Im April 2022 brachte Georgina Rodríguez Zwillinge zur Welt; ein Sohn starb kurz nach der Geburt, eine Tochter überlebte. Im August 2025 gaben Rodríguez und Ronaldo ihre Verlobung bekannt.
Nachdem Ronaldo im Januar 2023 vom saudischen Erstligisten al-Nassr FC unter Vertrag genommen worden und mit seiner Familie nach Saudi-Arabien gezogen war, machten die Herrscher des fundamentalistischen islamischen Königreichs für ihn eine Ausnahme von der Scharia-Regel, der zufolge unverheiratete Paare nicht zusammenleben dürfen.

## Karriere

### Im Verein

#### Die ersten Schritte
Cristiano Ronaldo begann das Fußballspielen im Alter von drei Jahren. Als Achtjähriger trat er in den Amateurklub CF Andorinha ein, bei dem sein Vater als Zeugwart arbeitete. 1995 zeigten sich mit Nacional Funchal und Marítimo Funchal die beiden führenden Vereine auf Madeira an einer Verpflichtung des jungen Talents interessiert. Die Wahl fiel schließlich auf den kleineren Verein von Nacional, nachdem Vertreter von Marítimo ein Treffen mit dem Berater Ronaldos bei Andorinha hatten platzen lassen. 1997 absolvierte er mit zwölf Jahren ein dreitägiges Probetraining bei Sporting Lissabon und wechselte anschließend zum Hauptstadtverein.

#### Sporting Lissabon

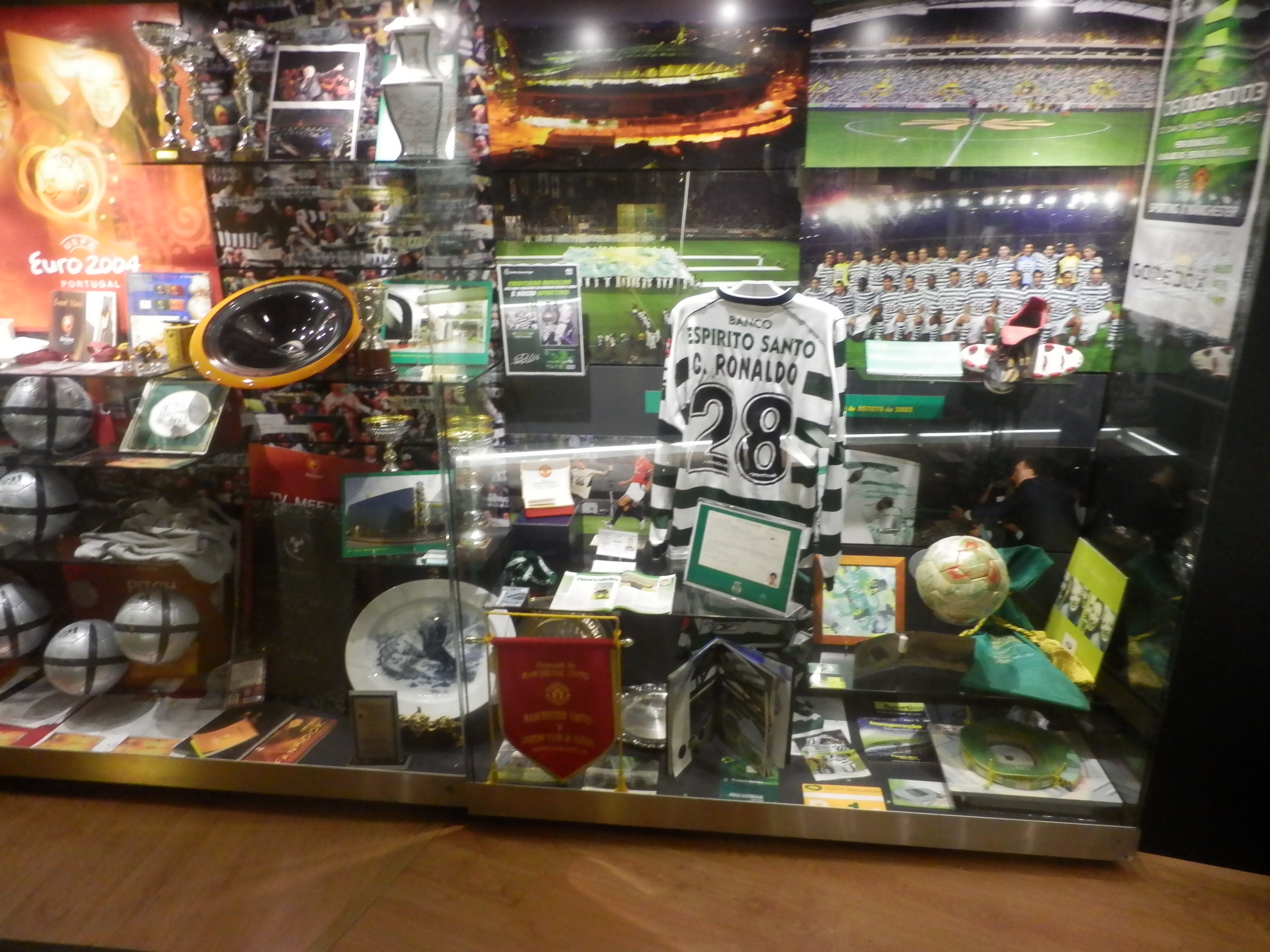
Ronaldos Trikot im Vereinsmuseum von Sporting Lissabon

In der Kaderschmiede von Sporting Lissabon, die im Jahr 2020 zu seinen Ehren in Academia Cristiano Ronaldo umbenannt wurde, trainierte Ronaldo fortan in Alcochete mit anderen Jugendspielern des Vereins unter professioneller Führung. Dabei hatte er anfänglich Akzeptanzprobleme bei den Kameraden, die zumeist aus der näheren Umgebung Lissabons stammten und sich über Ronaldos spezifischen Dialekt aus Madeira lustig machten. Auch ein extremer Wachstumsschub sowie eine Herzrhythmusstörung, welche die Fortsetzung seiner Karriere in Frage stellte und eine Operation erforderlich machte, standen seiner weiteren sportlichen Entwicklung zunächst im Wege. Erstmals ins internationale Rampenlicht trat Ronaldo im Frühjahr 2002 bei seiner Teilnahme an der U17-Europameisterschaft. In der Saison 2002/03 kam er als erster Jugendlicher von Sporting Lissabon binnen einer Spielzeit für die U16-, U17-, U18-, die Reserveauswahl und für das Profiteam zum Einsatz. Dabei debütierte er am 29. September 2002 gegen Sporting Braga und erzielte bereits im zweiten Spiel für die A-Mannschaft am 7. Oktober 2002 gegen den Moreirense FC zwei Tore zum 3:0-Sieg.
Zu diesem Zeitpunkt buhlten in England bereits Gérard Houllier vom FC Liverpool und Arsène Wenger vom FC Arsenal um die Gunst des Portugiesen. Darüber hinaus zeigten sich auch Juventus Turin und der FC Barcelona an einer Verpflichtung interessiert. Am 6. August 2003 kam es zur Begegnung mit Alex Ferguson und dessen Verein Manchester United, als Sporting den englischen Großverein anlässlich der Eröffnungsfeierlichkeiten des José-Alvalade-Stadions in Lissabon mit 3:1 besiegte. Dabei demonstrierte Ronaldo auf beiden Außenpositionen seine Leistungsfähigkeit und beeindruckte seine Gegenspieler durch sein trickreiches Spiel derart, dass diese ihren Trainer auf einen möglichen Transfer des jungen Portugiesen ansprachen.

#### Manchester United

##### 2003–2006: Entwicklung und Durchbruch
Am 12. August 2003 wechselte Ronaldo für 17,5 Millionen Euro zu Manchester United, um die Nachfolge von David Beckham auf der rechten Mittelfeldposition anzutreten. Als erster Portugiese im Kader der „Red Devils“ erhielt er das traditionsreiche Trikot mit der Rückennummer 7, das zuvor bereits Vereinslegenden wie George Best, Bryan Robson, Éric Cantona und Beckham getragen hatten. Um dem damit verbundenen Erwartungsdruck zu entgehen, hatte Ronaldo ursprünglich wie bei Sporting die Nummer 28 gewählt. Ferguson bestand jedoch darauf, dass sein neuer Spieler künftig mit der geschichtsträchtigen Nummer 7 auflaufen sollte.

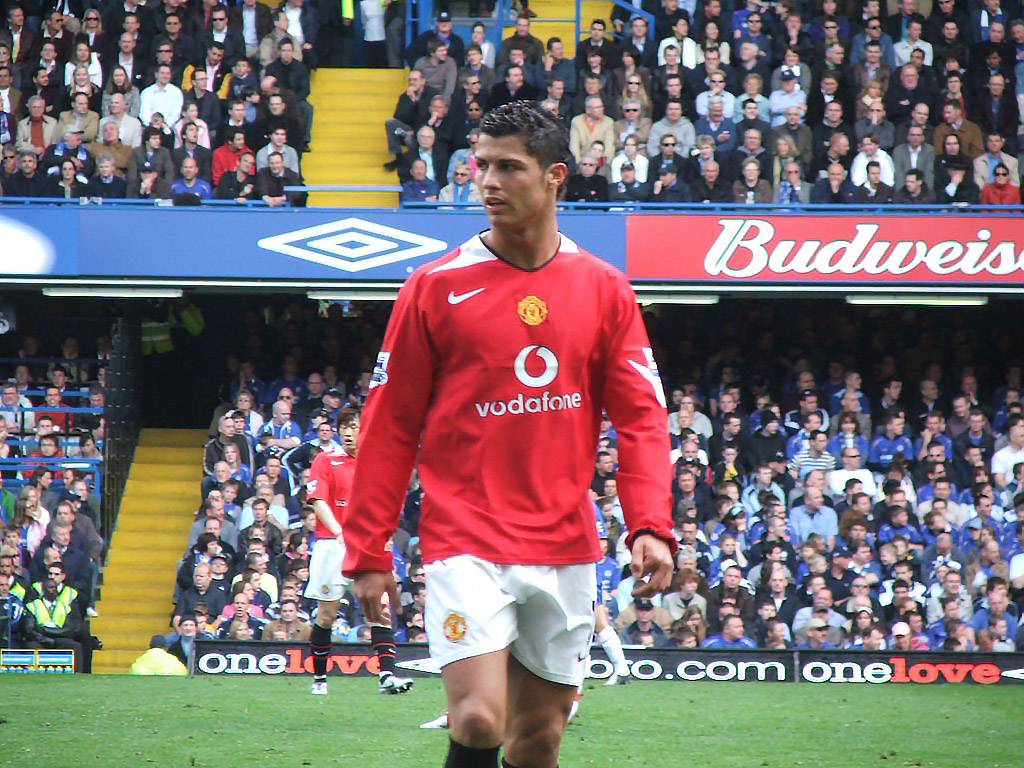
Cristiano Ronaldo (April 2006)

Sein Debüt feierte Ronaldo am 16. August 2003, dem ersten Spieltag der Saison 2003/04, im heimischen Old Trafford gegen die Bolton Wanderers. Er wurde nach einer Stunde beim Stand von 1:0 eingewechselt, begeisterte mit seinem variantenreichen Flügelspiel sofort die Fans und hatte maßgeblichen Anteil am 4:0-Endstand. Sein erstes Tor in der Premier League schoss Ronaldo Anfang November per Freistoß gegen den FC Portsmouth. Insgesamt absolvierte er in seiner ersten Saison 40 Pflichtspiele und erzielte sechs Treffer. Trotz seines erfolgreichen Einstands hatte Ronaldo zunächst Schwierigkeiten, sich an die körperbetonte Spielweise in England zu gewöhnen. Der erste Titel ließ dennoch nicht lange auf sich warten: Nachdem Manchester United in der Liga nur den dritten Rang belegt hatte, krönte sich das Team durch einen Sieg im FA-Cup-Finale gegen den FC Millwall zum Pokalsieger – Ronaldo erzielte dabei per Kopf das Führungstor. Am Saisonende wurde er von den Fans zum „Spieler der Saison“ gewählt.
In der Spielzeit 2004/05 kam Ronaldo auf 50 Pflichtspiele und neun Tore. Manchester United beendete die Spielzeit erneut auf dem dritten Tabellenplatz. Im Finale des FA Cups traf er zwar im Elfmeterschießen gegen den FC Arsenal, dennoch verlor das Team das Endspiel.
In der Saison 2005/06 entwickelte sich Ronaldo endgültig zu einer tragenden Säule der Mannschaft. Zwar schied United bereits in der Gruppenphase der Champions League aus, doch dank vielversprechender Neuzugänge wie Wayne Rooney, Patrice Evra und Nemanja Vidić erreichte das Team in der Liga den zweiten Platz. Ein Titelgewinn gelang durch den 4:0-Sieg im Finale des Ligapokals gegen Wigan Athletic, in dessen Verlauf auch Ronaldo traf. Mit zwölf Toren beendete er die Saison erstmals im zweistelligen Bereich. Eine erste bedeutende persönliche Auszeichnung erhielt er als bester Jungprofi der FIFPro, eine Ehre, die er im darauffolgenden Jahr erfolgreich verteidigte. Bei der Wahl zum FIFA-Weltfußballer des Jahres 2005 belegte er den 20. Platz.

##### 2006–2009: Drei Meistertitel, erster Champions-League-Triumph und Weltfußballer

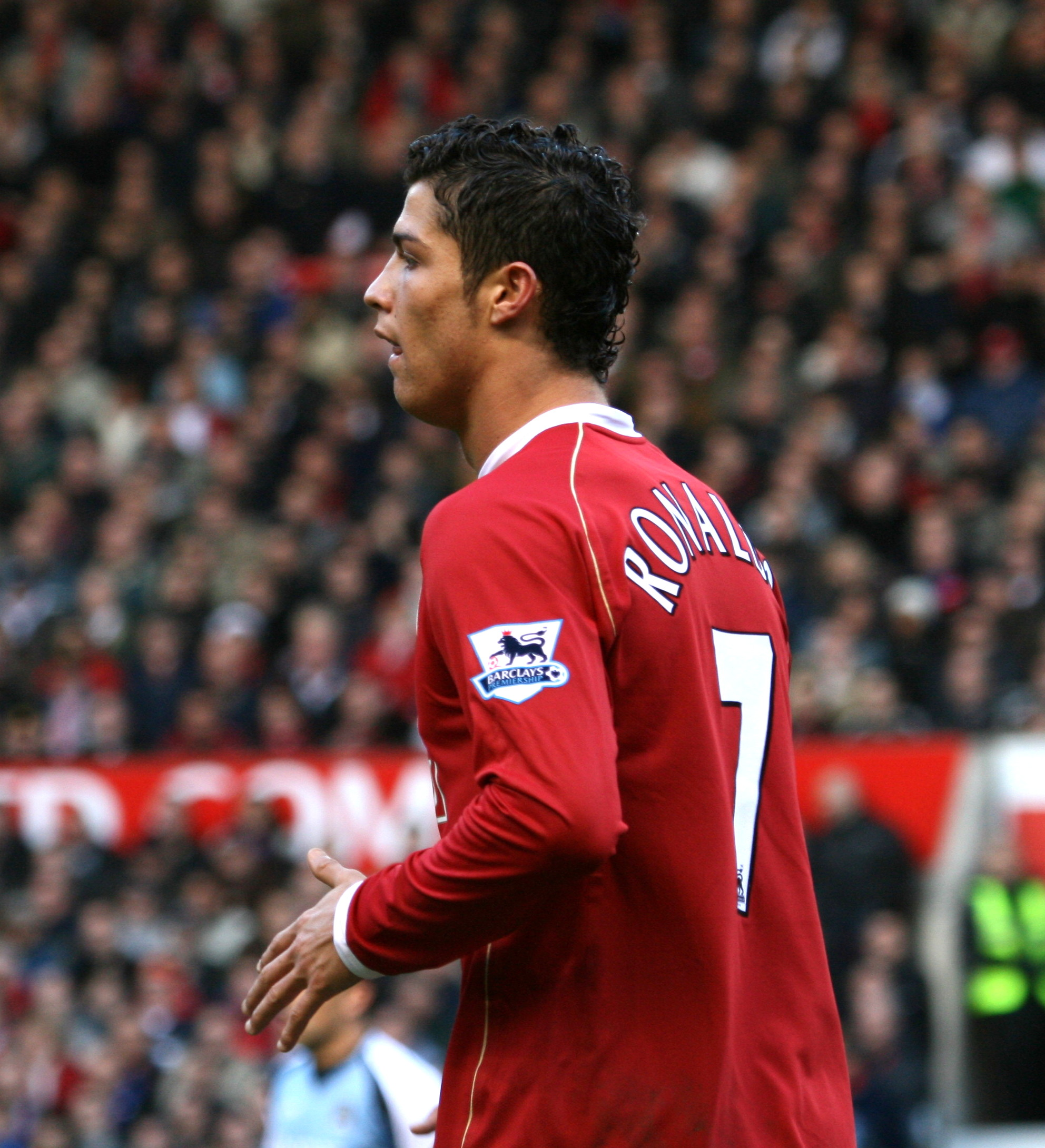
Cristiano Ronaldo (Dezember 2006)

Obwohl nach der WM 2006 infolge der Ereignisse in der Partie gegen England viele Wechselgerüchte aufkamen und er im Laufe der ersten Spiele nach dem Turnier von den gegnerischen Fans bei jedem Ballkontakt ausgepfiffen wurde, gelang Ronaldo in der Saison 2006/07 endgültig der Durchbruch zum Starspieler von Manchester United und zu einem der herausragenden Akteure der Premier League. Sein Spielstil innerhalb der Mannschaft wurde reifer; die zuvor oft individualistische Spielweise wich zunehmend einem besseren Zusammenspiel. Zudem steigerte er im Saisonverlauf seine Torgefährlichkeit. In der letzten Dezemberwoche erzielte er in drei aufeinanderfolgenden Ligaspielen jeweils zwei Treffer. Bereits im November ausgezeichnet, wurde er erneut zum Spieler des Monats gewählt. Am vorletzten Spieltag erzielte Ronaldo das entscheidende Tor im Derby gegen Manchester City, wodurch Manchester United nach vier Jahren wieder die englische Meisterschaft gewann – es war zugleich Ronaldos erster Titel in der Premier League. Mit 17 Toren und 13 Vorlagen war er Topscorer der Liga und wurde in vier Kategorien zu Englands Fußballer des Jahres gewählt. In der Champions League erreichte das Team das Halbfinale. Besonders hervorzuheben ist das Viertelfinal-Rückspiel gegen die AS Rom, das Manchester United mit 7:1 gewann. In seinem 30. Einsatz in der Champions League erzielte Ronaldo dabei seine ersten beiden Tore. Im April 2007 verlängerte er seinen Vertrag vorzeitig um fünf Jahre und wurde zum bestbezahlten Spieler im Kader von Manchester United.
Zu Beginn der Spielzeit 2007/08 traf Ronaldo in der Gruppenphase der Champions League auf seinen ehemaligen Verein Sporting Lissabon, erzielte in beiden Aufeinandertreffen den Siegtreffer und erhielt in Lissabon für seine demonstrative Verweigerung einer Jubelgeste stehende Ovationen seines ehemaligen Anhangs. Sowohl in dem europäischen Vereinswettbewerb als auch in der Premier League machte Ronaldo fortwährend mit Torjägerqualitäten auf sich aufmerksam. Im Dezember landete er bei den Wahlen zum Ballon d’Or und FIFA-Weltfußballer des Jahres auf dem zweiten bzw. dritten Platz. Am 12. Januar 2008 schoss er gegen Newcastle United den ersten Hattrick seiner Profikarriere. Eine Woche später egalisierte er im Rahmen eines 2:0-Sieges gegen den FC Reading mit seinem 23. Ligatreffer bereits seine gesamte Pflichtspieltorausbeute der Vorsaison. Mit zwölf Toren in den letzten zwölf Saisonspielen – darunter ein wichtiger Treffer am entscheidenden letzten Spieltag gegen Wigan Athletic – hatte Ronaldo im Mai großes Verdienst an Manchester Uniteds erfolgreicher Titelverteidigung der englischen Meisterschaft. In der Champions League erreichte Ronaldo mit seinem Verein nach Siegen in der K.-o.-Phase gegen Olympique Lyon, den AS Rom und den FC Barcelona erstmals das Endspiel. Hier traf er gegen den FC Chelsea per Kopf zur Führung. Obwohl er im anschließenden Elfmeterschießen vergab, gewann er mit Manchester United am Ende erstmals den wichtigsten Titel im europäischen Vereinsfußball. Im Anschluss wurde Ronaldo von Journalisten, Spielerkollegen und Fans erneut zu Englands Fußballer des Jahres gewählt. Darüber hinaus sicherte er sich mit 31 Toren in der Premier League den Titel des Torschützenkönigs sowie den Goldenen Schuh als bester Torschütze Europas. Mit acht Treffern ferner Torschützenkönig der Champions League, wurde Ronaldo auch von der UEFA zum besten Spieler der Saison gekürt. Wettbewerbsübergreifend hatte er in 49 Spielen 42 Tore erzielt und damit beinahe den Vereinsrekord von Denis Law aus der Saison 1963/64 eingestellt (46 Pflichtspieltore).

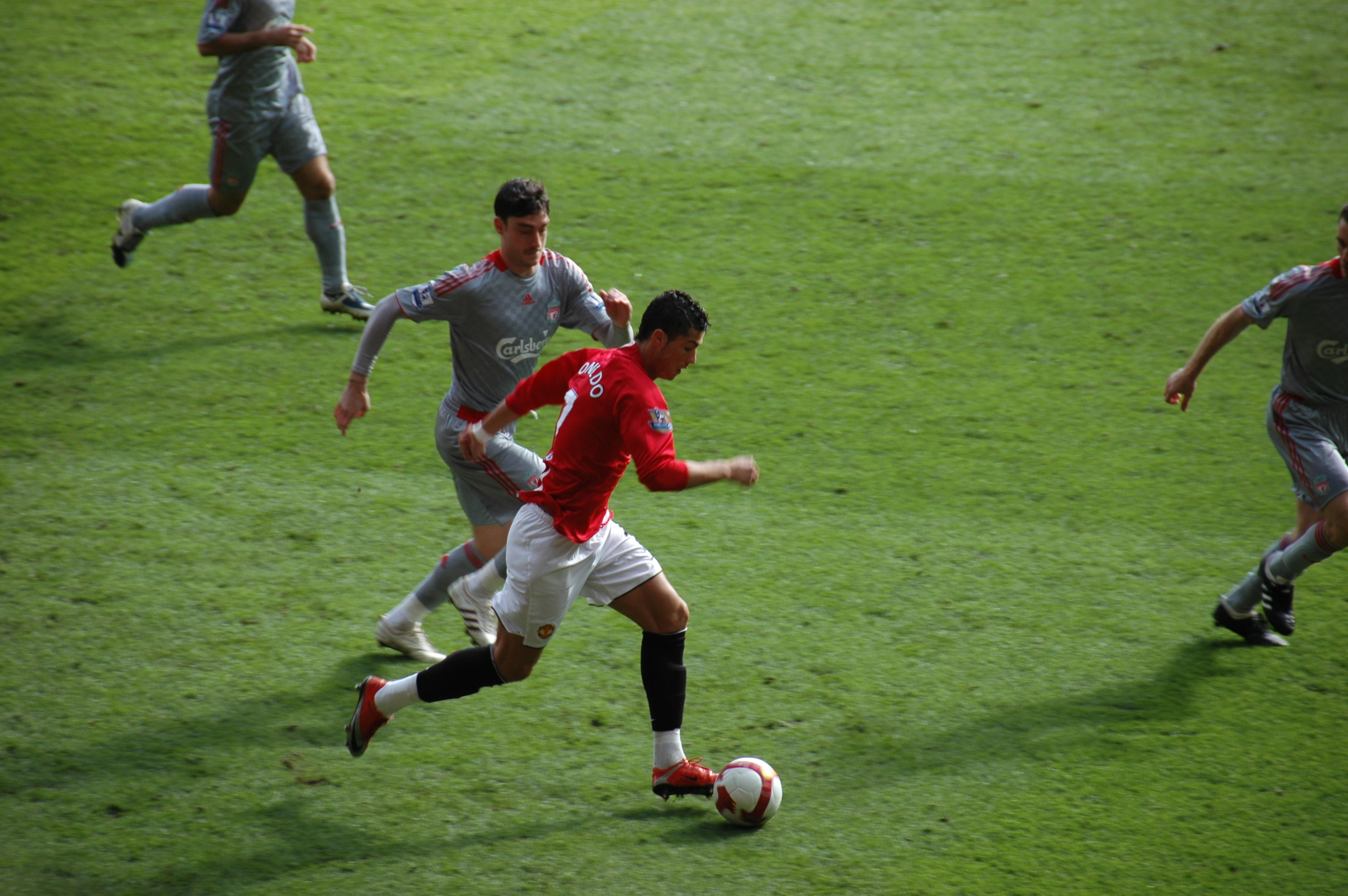
Cristiano Ronaldo (März 2009)

Da er sich auf Grund andauernder Schmerzen im rechten Sprunggelenk nach der Europameisterschaft zu einem operativen Eingriff entschieden hatte, war Ronaldo zu Beginn der Saison 2008/09 zum Zuschauen verurteilt. Mitte September konnte er wieder ins Spielgeschehen eingreifen. Im November führte er Manchester United mit zwei Freistoßtoren gegen Stoke City zu einem 5:0-Erfolg, wobei er sein 100. Pflichtspieltor für den englischen Klub erzielte. Im Dezember gewann er den Ballon d’Or 2008 und mit seiner Mannschaft die FIFA-Klub-Weltmeisterschaft. Die Krönung folgte am 12. Januar 2009 in Zürich, als Ronaldo von der FIFA zum Weltfußballer des Jahres gekürt wurde. Im März gewann Ronaldo mit Manchester United das Finale um den englischen Ligapokal gegen Tottenham Hotspur und traf hierbei im spielentscheidenden Elfmeterschießen. Anfang April erzielte er beim 3:2-Sieg über Aston Villa mit den Saisontreffern 14 und 15 seinen 20. Doppelpack in der Premier League. Im Viertelfinale der Champions League schoss er sein Team gegen den FC Porto mit einem Tor aus über 35 Metern, für das ihm am Jahresende der Puskás-Preis der FIFA verliehen wurde, in die nächste Runde. Auch im Halbfinale gegen den FC Arsenal trug Ronaldo mit zwei Toren und einer Torvorlage als Matchwinner dazu bei, dass Manchester United wie im Vorjahr das Finale des Wettbewerbs erreichte. Dieses ging jedoch mit 0:2 gegen den FC Barcelona verloren. In der Liga gewann Ronaldo mit seiner Mannschaft am Saisonende den dritten englischen Meistertitel in Folge. Die ganze Spielzeit betrachtet, konnte Ronaldo nur selten an die Leistungen der Vorsaison anknüpfen. Insgesamt erzielte er 26 Pflichtspieltore, davon 18 in der Premier League. Den Titel des Torschützenkönigs nahm ihm der Franzose Nicolas Anelka (19), nachdem er von Alex Ferguson auf Grund des anstehenden Champions-League-Endspiels am letzten Spieltag geschont worden war. Nach dem Finale schloss Ronaldo einen bereits in den Vorjahren viel diskutierten Wechsel zu Real Madrid im Sommer nicht mehr aus.

#### Real Madrid

##### 2009–2013: Rekordwechsel, Torrekorde und erste Titel unter Mourinho
Am 11. Juni 2009 gab Manchester United bekannt, dass man ein Angebot von Real Madrid für Ronaldo über 80 Millionen Pfund Sterling (94 Millionen Euro) akzeptiert habe. Diese Transfersumme übertraf den bis dahin geltenden Rekorderlös für Zinédine Zidane deutlich und sorgte seinerzeit für erhebliche Diskussionen. Am 25. Juni gab Real Madrid die Unterzeichnung des Transfervertrages mit Manchester United bekannt. Für Ronaldo erfüllte sich damit ein Kindheitstraum. Alex Ferguson zufolge hatte er bereits ein Jahr zuvor um den Transfer gebeten, sich dann jedoch überreden lassen, noch eine weitere Saison in Manchester zu spielen. Ronaldo unterschrieb einen Sechsjahresvertrag bis zum 30. Juni 2015 und wurde am 6. Juli vor über 80.000 Zuschauern offiziell im Santiago-Bernabéu-Stadion vorgestellt. Damit übertraf er die bisherige Bestmarke von knapp 75.000 Fans, welche 1984 anlässlich der Vorstellung von Diego Maradona das Stadion der SSC Neapel aufgesucht hatten. Im Rahmen der Veranstaltung wurde enthüllt, dass Ronaldo in der Saison 2009/10 das Trikot mit der Nummer 9 tragen sollte, da seine bevorzugte Nummer 7 der Vereinslegende Raúl vorbehalten war.

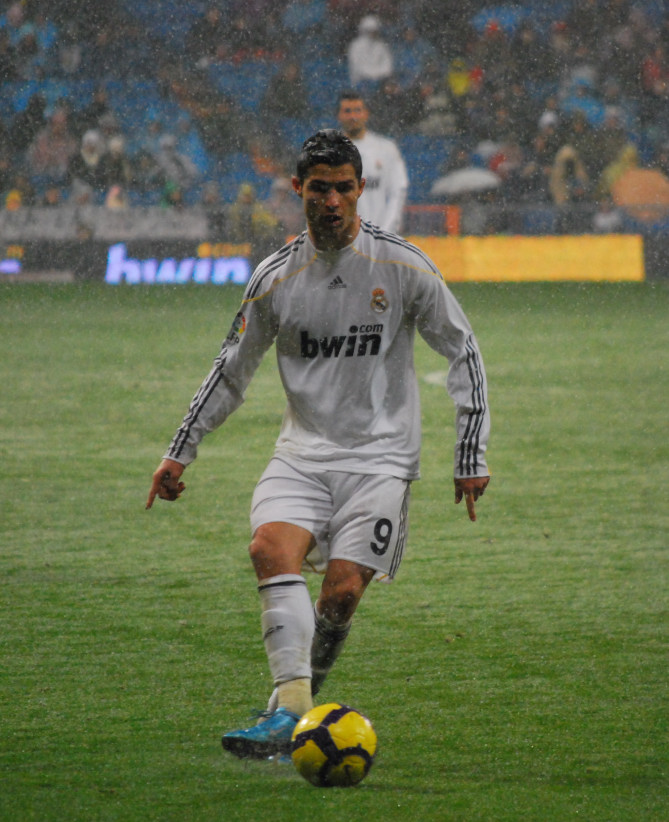
Cristiano Ronaldo (Januar 2010)

In Madrid stieß Ronaldo auf einen Verein im Umbruch. Der Klub war zum Zeitpunkt von Ronaldos Verpflichtung fünf Jahre in Folge bereits im Achtelfinale der Champions League ausgeschieden und am 34. Spieltag der Vorsaison vor heimischem Publikum mit 2:6 vom Erzrivalen FC Barcelona gedemütigt worden. Die Katalanen hatten gerade erst das europäische Triple gewonnen und entwickelten sich unter Trainer Pep Guardiola mit Ausnahmespielern wie Lionel Messi, Xavi und Andrés Iniesta zu einem der besten Teams der Fußballgeschichte. Dementsprechend hoch waren die Erwartungen und der Druck, der auf Ronaldo lastete: Er sollte die Rekordablöse rechtfertigen und Real Madrid mit neuer Siegermentalität zurück an Europas Spitze führen. Dabei glückte Ronaldo ein Rekordstart: Als erster Neuzugang des Vereins erzielte er in den ersten vier Ligaspielen jeweils mindestens ein Tor und in der Champions League traf er für seinen neuen Klub in den ersten zwei Begegnungen jeweils doppelt. Im Oktober trat er angeschlagen zu einer Länderspielreise an und verletzte sich am rechten Knöchel, woraufhin er eineinhalb Monate ausfiel. Ohne Ronaldo gewann der bis dahin in allen Saisonspielen siegreiche Klub nur eine der folgenden fünf Partien und verlor die Tabellenführung. Im Anschluss an die Verletzungspause stockte Ronaldo kontinuierlich sein Torekonto auf, konnte jedoch nicht verhindern, dass Real Madrid bereits frühzeitig aus zwei wichtigen Saisonwettbewerben ausschied: Im spanischen Pokal blamierte sich der Verein ohne Ronaldo in der Runde der letzten 32 gegen einen Drittligisten, und in der Champions League scheiterte Real Madrid zum sechsten Mal in Folge bereits im Achtelfinale, obwohl Ronaldo nach der 0:1-Hinspielniederlage gegen Olympique Lyon im Rückspiel ein frühes Tor gelungen war. Mit sieben Toren in sechs Spielen verließ er den internationalen Wettbewerb als effektivster Torjäger. Am 5. Mai 2010 schoss er gegen RCD Mallorca seinen ersten Hattrick in der Primera División. In der spanischen Liga sammelte Real Madrid 96 Punkte, unterlag jedoch im Kampf um die Meisterschaft trotz dieses Klubrekordes dem FC Barcelona. Dadurch endete Ronaldos erste Spielzeit in Madrid trotz 33 Toren in 35 Pflichtspielen ohne Titelgewinn.

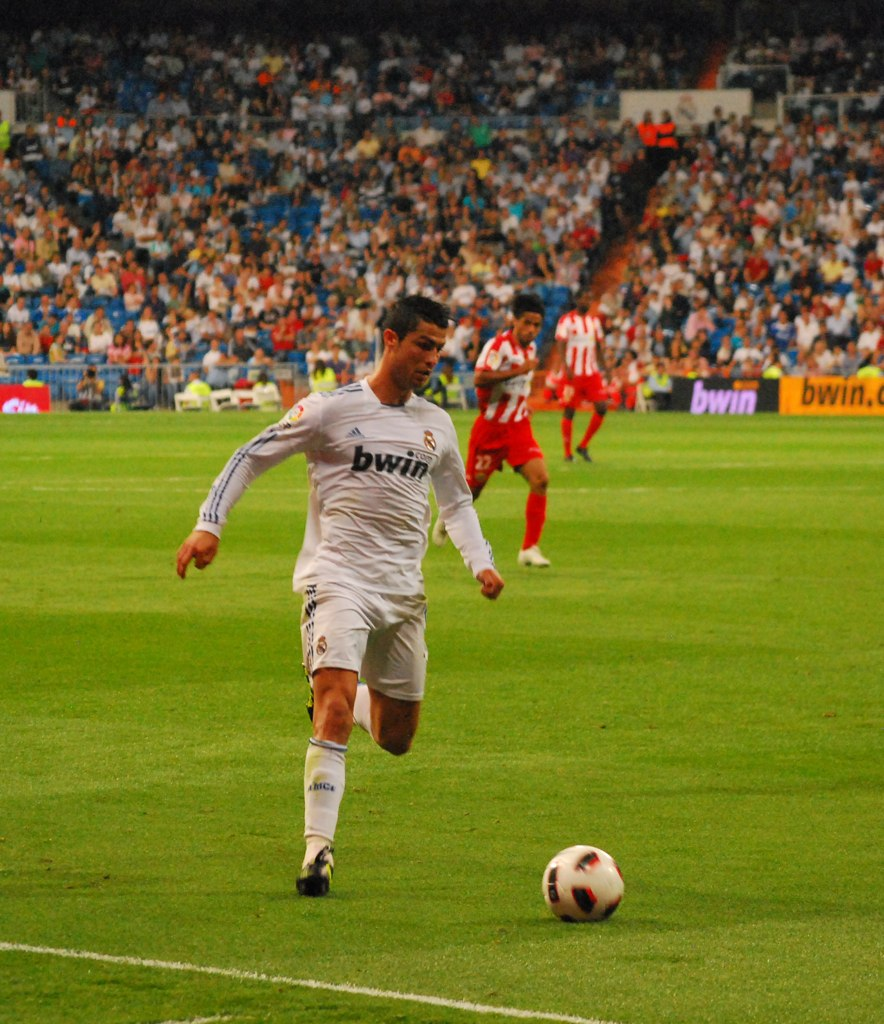
Cristiano Ronaldo (Mai 2011)

In der Saison 2010/11 trug Ronaldo unter Trainer  José Mourinho wieder die Rückennummer 7, nachdem Rául zum FC Schalke 04 gewechselt war. Gegen Racing Santander schoss er am 23. Oktober 2010 erstmals in seiner Karriere vier Tore in einem Spiel. Bis zur Winterpause führte er mit 22 Treffern aus 19 Spielen souverän die Torschützenliste der Primera División an. Darüber hinaus stellte Ronaldo einen neuen Vereinsrekord auf, indem er bereits nach 51 Ligaspielen die Marke von 50 Toren erreichte – schneller als Vereinslegenden wie Ferenc Puskás (54 Spiele), Alfredo Di Stéfano (56) und Pahiño (57). Im April 2011 erzielte er im Finale der Copa del Rey per Kopf das entscheidende 1:0 in der Verlängerung gegen den FC Barcelona und feierte damit seinen ersten Titel mit Real Madrid. Für den Verein war es der erste Pokalsieg seit 1993 und zugleich der erste Pflichtspielsieg gegen die Katalanen seit 2008. In der Champions League erreichte Real Madrid erstmals seit der Spielzeit 2002/03 wieder das Halbfinale, scheiterte dort jedoch ebenso wie in der Liga am FC Barcelona. Einen weiteren persönlichen Erfolg feierte Ronaldo Mitte Mai, als er mit zwei Freistoßtoren gegen den FC Villarreal den langjährigen Ligarekord von 38 Saisontoren übertraf, der von Zarra (1950/51) aufgestellt und von Hugo Sánchez (1989/90) eingestellt worden war. Mit insgesamt neun Treffern in drei aufeinanderfolgenden Ligaspielen stellte er zudem einen Ligarekord ein. Am Ende der Saison gewann er mit 41 Toren in 34 Ligaspielen die Pichichi-Trophäe und wurde als erster Spieler in der über 80-jährigen Geschichte der Liga mit über 40 Saisontreffern ausgezeichnet. Zum zweiten Mal erhielt er auch den Goldenen Schuh als bester Torschütze Europas – als erster Spieler überhaupt in zwei verschiedenen Ligen. Mit insgesamt 53 Toren in 54 Pflichtspielen übertraf er außerdem den über 50 Jahre alten Vereinsrekord von Ferenc Puskás (47 Tore in einer Saison). Nach nur zwei Spielzeiten bei Real Madrid hatte er bereits 86 Tore in 89 Pflichtspielen erzielt – davon 66 in 63 Ligapartien – und sich damit einen Platz unter den 20 besten Torschützen der Vereinsgeschichte gesichert.
Die Spielzeit 2011/12 begann für Ronaldo im August mit einem Hattrick gegen Real Saragossa. Mit saisonübergreifend 14 Treffern in fünf Spielen stellte er einen weiteren Ligarekord auf. Anfang November 2011 erzielte Ronaldo in der Gruppenphase der Champions League gegen Olympique Lyon sein 100. Pflichtspieltor für Real Madrid, wofür er 105 Einsätze benötigte. Am 24. März 2012 folgte im Ligaspiel gegen Real Sociedad sein 100. Treffer in der Primera División, den er im 92. Spiel erzielte. Damit unterbot er den bisherigen Vereinsrekord von Ferenc Puskás, der für diese Marke 105 Spiele benötigt hatte. In der Geschichte der spanischen Liga war nur Isidro Lángara noch schneller (82 Spiele). Mit insgesamt 46 Ligatoren wurde Ronaldo zum ersten Spieler, der in zwei aufeinanderfolgenden La-Liga-Spielzeiten mehr als 40 Tore erzielte. Zudem traf er in dieser Spielzeit gegen jede Mannschaft der Liga mindestens einmal – ebenfalls ein Novum. Während der gesamten Saison erwies er sich als „unbestreitbarer Anführer“ seines Teams, absolvierte als einziger Spieler alle Ligaspiele und führte Real Madrid nach drei Jahren wieder zur spanischen Meisterschaft – mit einem neuen Punkte- und Torrekord. Mit seinen Toren und Vorlagen war er an insgesamt 58 Treffern direkt beteiligt und maßgeblich dafür verantwortlich, dass Real Madrid die torgefährlichste Mannschaft der Liga stellte. In der Champions League erzielte er zehn Tore; Real Madrid schied dort im Halbfinale im Elfmeterschießen gegen den FC Bayern München aus. Hinzu kamen vier weitere Treffer im spanischen Pokal und im Supercup, sodass Ronaldo die Saison mit 60 Toren in 55 Pflichtspielen beendete – ein neuer Vereinsrekord. In seinen ersten drei Jahren bei Real Madrid erzielte Ronaldo damit 146 Tore in 144 Pflichtspielen, darunter 112 Treffer in 101 Ligaspielen.

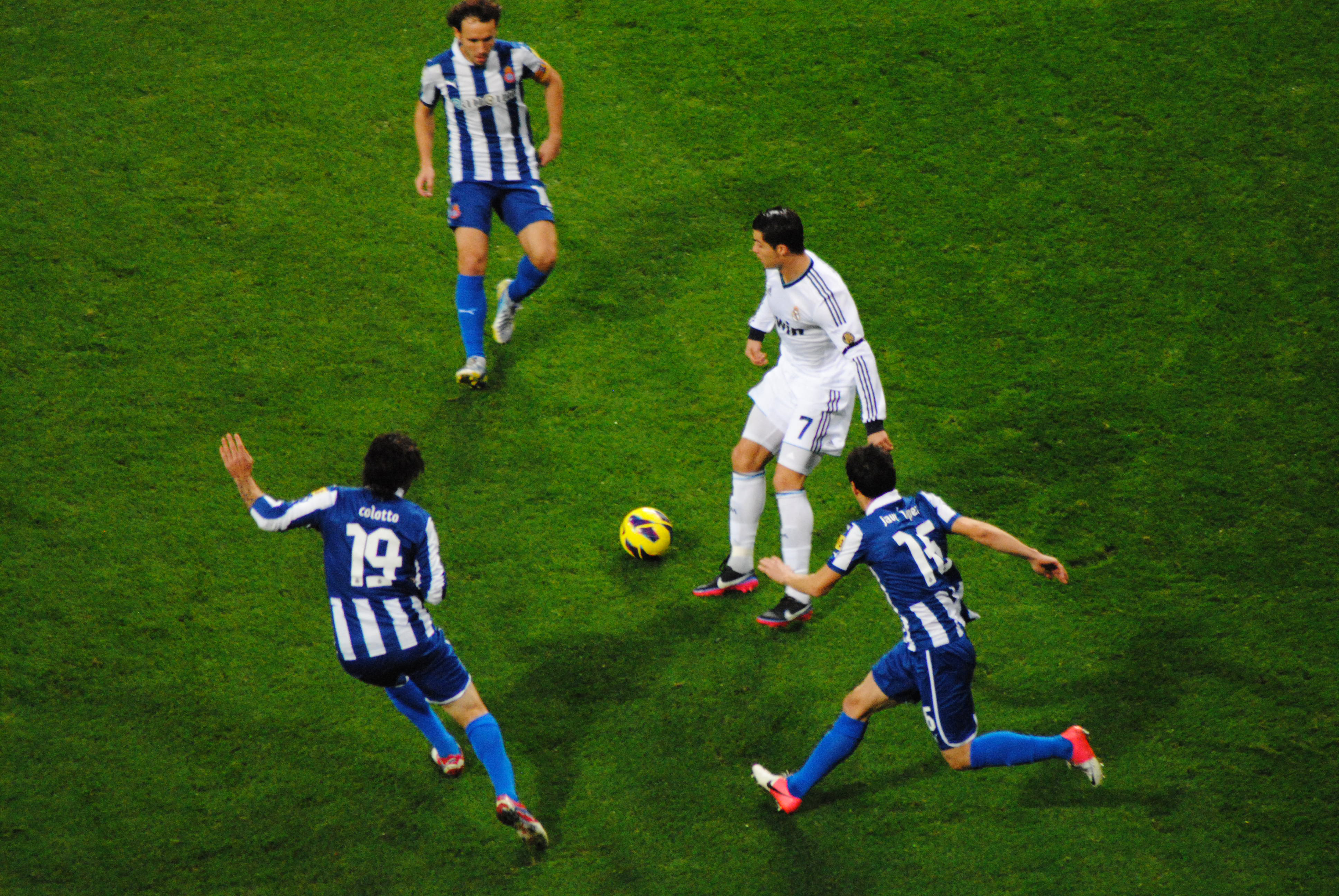
Cristiano Ronaldo umringt von Spielern des RCD Espanyol Barcelona (Dezember 2012)

Zu Beginn der Saison 2012/13 gewann Ronaldo mit Real Madrid die Supercopa de España gegen den FC Barcelona und erzielte dabei im Hin- und Rückspiel jeweils ein Tor. In der Ligahinrunde im Camp Nou traf er zudem doppelt beim 2:2-Unentschieden, wodurch er als erster Spieler in sechs Clásicos in Folge mindestens ein Tor erzielte – ein neuer Rekord. Während viele seiner Mannschaftskameraden nicht an die Leistungen der Vorsaison anknüpfen konnten und Real Madrid daher früh den Anschluss an die Tabellenspitze verlor, hielt Ronaldo seine Torquote konstant hoch und übernahm zunehmend Verantwortung im Spiel der Madrilenen. Mit 34 Treffern in 34 Ligaspielen wurde er der erste Spieler in der Geschichte Real Madrids, der in drei aufeinanderfolgenden Spielzeiten jeweils über 30 Ligatore erzielte. Am 8. Mai 2013 erzielte Ronaldo sein 200. Pflichtspieltor für Real Madrid und wurde damit der sechste Spieler des Vereins, der diese Marke erreichte. Mit nur 197 Einsätzen erreichte er diese Marke schneller als der bisherige Rekordhalter Ferenc Puskás, der dafür 202 Pflichtspiele benötigte.  In der Champions League erzielte Ronaldo zwölf Treffer und übertraf damit den Vereinsrekord von Raúl (10 Tore in einer Saison). Zum zweiten Mal in seiner Karriere wurde er Torschützenkönig des Wettbewerbs. Im Achtelfinale der Champions League stand Ronaldo erstmals seit seinem Wechsel im Sommer 2009 wieder Manchester United gegenüber und traf sowohl im Hinspiel (1:1) als auch im Rückspiel im Old Trafford (2:1) jeweils einmal. Aus Dankbarkeit gegenüber dem Verein und dessen Anhängern, die ihn in Manchester mit Ovationen empfangen hatten, verzichtete er bei beiden Toren demonstrativ auf eine Jubelgeste. Trotz seiner Leistungen schied Real Madrid zum dritten Mal in Folge im Halbfinale der Champions League aus. In der Copa del Rey trug Ronaldo zum Finaleinzug der Madrilenen bei: Im Achtelfinale schoss er insgesamt vier Tore gegen Celta Vigo, im Halbfinalrückspiel gegen den FC Barcelona einen Doppelpack zum 3:1-Erfolg im Camp Nou. Damit traf er im sechsten Auswärts-Clásico in Folge. Im Finale gegen Atlético Madrid brachte Ronaldo seine Mannschaft in Führung. Das Spiel ging jedoch in der Verlängerung mit 1:2 verloren und Ronaldo wurde kurz vor Spielende wegen einer Tätlichkeit des Feldes verwiesen. Er beendete die Saison mit einem Schnitt von einem Tor pro Spiel. Insgesamt schoss er 55 Pflichtspieltore und erhöhte sein Gesamtkonto bei Real Madrid auf 201 Treffer in 199 Spielen.

##### 2013–2015: DieDécimaund zwei weitere Weltfußballer-Titel

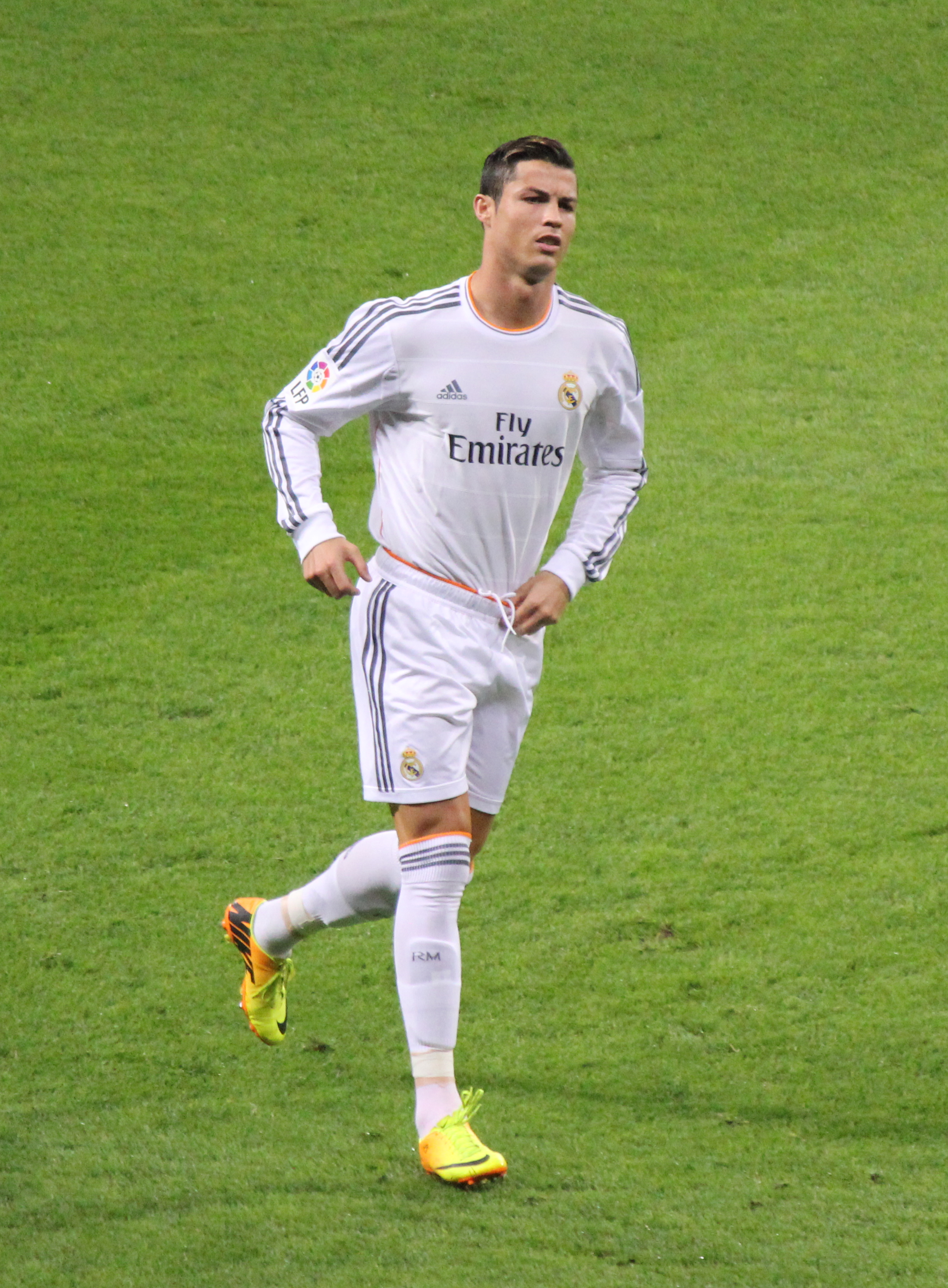
Cristiano Ronaldo (September 2013)

In der Anfangsphase der Saison 2013/14 verlängerte Ronaldo seinen Vertrag zu verbesserten Bezügen vorzeitig um drei Jahre bis zum 30. Juni 2018. In der Gruppenphase der Champions League traf Ronaldo in fünf Einsätzen neunmal und stellte damit einen neuen Rekord auf. Nachdem er im Kalenderjahr 2013 in 59 Pflichtspielen 69 Tore erzielt hatte, wurde er am 13. Januar 2014 zum zweiten Mal in seiner Karriere als Weltfußballer des Jahres ausgezeichnet. Im April gewann Ronaldo mit Real Madrid zum zweiten Mal den spanischen Pokal durch einen Finalsieg gegen den FC Barcelona, den er jedoch aufgrund einer Verletzung verpasste. Verletzungen und eine Rotsperre waren auch der Grund dafür, dass Ronaldo im Saisonverlauf in acht Ligabegegnungen fehlte. Dennoch wurde er am Ende der Spielzeit, die Real Madrid auf dem dritten Rang abschloss, mit 31 Toren in 30 Ligaspielen zum zweiten Mal spanischer Torschützenkönig und zum dritten Mal mit dem Goldenen Schuh als bester Torjäger Europas ausgezeichnet. In der K.-o.-Phase der Champions League traf Ronaldo im Achtelfinale viermal gegen den FC Schalke 04, im Viertelfinale einmal gegen Borussia Dortmund und im Halbfinale zweimal gegen den FC Bayern München, womit er maßgeblichen Anteil am ersten Finaleinzug der Madrilenen seit 2002 hatte. Im Finale von Lissabon, dem Ort, an dem seine Karriere begonnen hatte, gewann Ronaldo mit Real Madrid durch einen 4:1-Erfolg nach Verlängerung gegen den Stadtrivalen Atlético Madrid die ersehnte „Décima“, den zehnten Champions-League-Titel des Vereins. Ronaldo traf dabei per Elfmeter zum Endstand und war somit der erste Spieler, der für zwei verschiedene Siegerklubs Tore in einem Champions-League-Finale erzielt hatte. Mit insgesamt 17 Treffern in elf Spielen brach er den Torrekord von José Altafini und Lionel Messi (je 14 Tore) und wurde zum dritten Mal Torschützenkönig der Champions League. Ronaldo bestritt im Saisonverlauf insgesamt 47 Pflichtspiele und erzielte 51 Tore. Damit verbesserte er seine Statistiken nach fünf Jahren im Verein auf insgesamt 252 Tore in 246 Einsätzen.

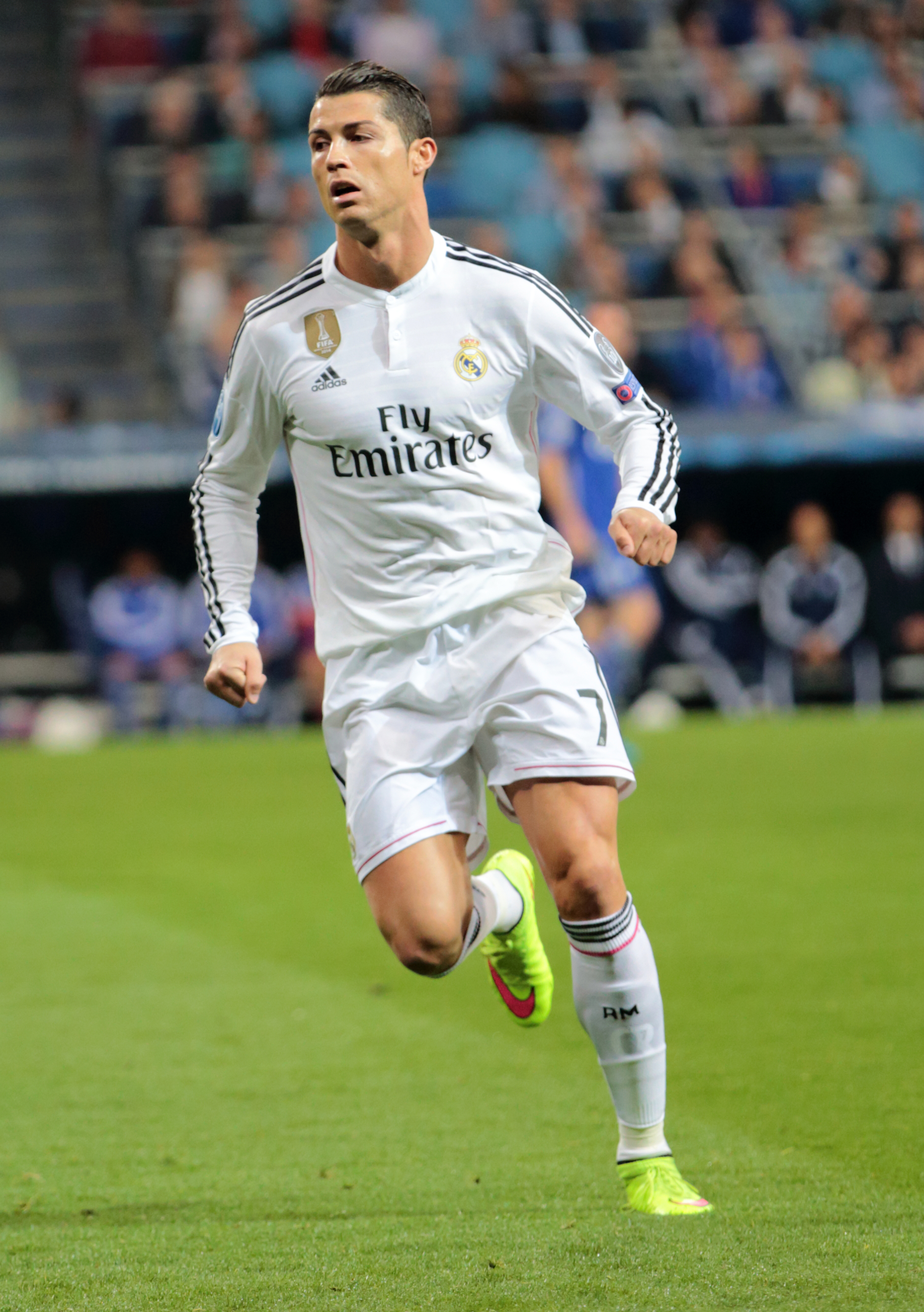
Cristiano Ronaldo (März 2015)

Nach den überstandenen Patellasehnenproblemen, die ihm in der Schlussphase der Vorsaison und während der WM Probleme bereitet hatten, schoss Ronaldo seinen Verein zu Beginn der Saison 2014/15 mit zwei Treffern gegen den FC Sevilla zum Gewinn des UEFA Super Cups. In der Liga erreichte Ronaldo am 12. Spieltag die 20-Tore-Marke so früh wie kein Spieler zuvor. Ferner stellte er mit Toren an zehn aufeinanderfolgenden Spieltagen einen neuen Vereinsrekord auf. Am 6. Dezember 2014 schoss Ronaldo im 178. Spiel seinen 23. Hattrick sowie sein 200. Tor in der Primera División. Damit brach er den Ligarekord für die meisten Dreierpacks von Zarra und Alfredo Di Stéfano (22) und wurde zum neunten Spieler der Liga, der 200 Tore erzielt hatte. Hierfür hatte er über 40 Spiele weniger benötigt als der bisherige Rekordhalter Zarra (219 Spiele). Kurz vor dem Jahreswechsel gewann Ronaldo mit Real Madrid die FIFA-Klub-Weltmeisterschaft. Mit 22 Pflichtspielsiegen in Folge hatte er mit seiner Mannschaft zu diesem Zeitpunkt einen neuen Vereinsrekord aufgestellt. Am 12. Januar 2015 wurde er zum dritten Mal als Weltfußballer des Jahres ausgezeichnet. Im neuen Jahr verzeichnete Real Madrid jedoch einen deutlichen Leistungseinbruch. Auch Ronaldos Formkurve zeigte nach unten, obgleich seine Tore die Mannschaft lange im Rennen um die Meisterschaft und Champions League hielten. Am 5. April 2015 erzielte er im Rahmen eines 9:1-Sieges gegen den FC Granada erstmals in seiner Karriere fünf Tore in einem Spiel. Drei Tage später markierte er im 288. Spiel sein 300. Pflichtspieltor für Real Madrid. Obwohl er am Saisonende keine weiteren Vereinstitel gewann, verbuchte er weitere persönliche Auszeichnungen und Rekorde: Mit insgesamt 61 Toren in 54 Pflichtspielen, darunter 48 Tore in 35 Ligaeinsätzen, verbesserte er seine Vereinsrekorde aus der Saison 2011/12, gewann zum dritten Mal die Pichichi-Trophäe sowie als erster Spieler zum vierten Mal den Goldenen Schuh. Überdies erzielte er als erster Spieler der fünf großen europäischen Ligen in fünf aufeinanderfolgenden Spielzeiten mindestens 30 Ligatore bzw. 50 Pflichtspieltore. Mit 225 Toren in 200 Ligaspielen bzw. 313 Toren in 300 Pflichtspielen trennten ihn am Ende der Spielzeit nach sechs Jahren Vereinszugehörigkeit nur noch wenige Tore vom Madrider Rekordtorschützen Raúl.

##### 2015–2018: Rekordtorjäger, Champions-League-Triple und fünfter Weltfußballer-Titel

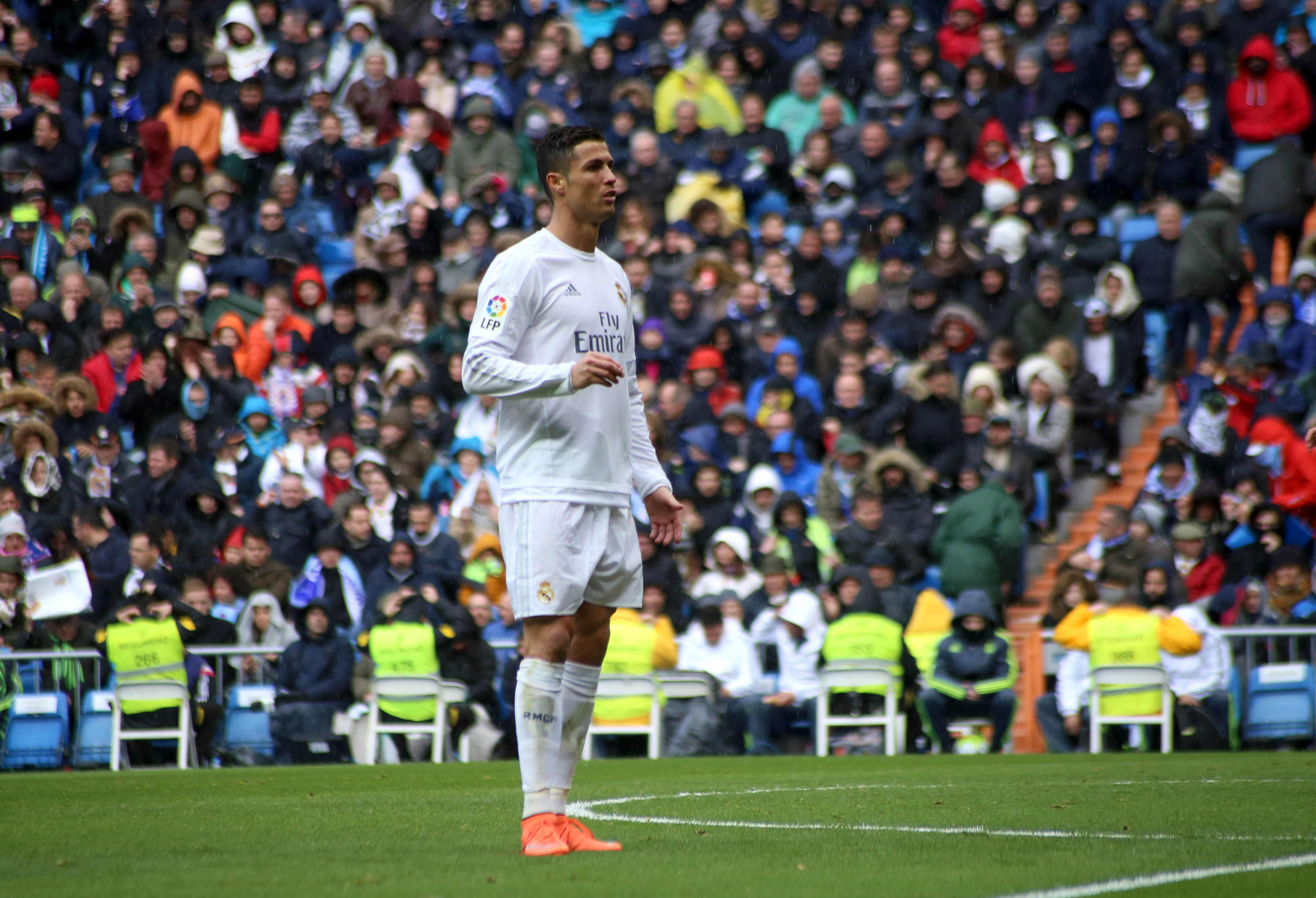
Cristiano Ronaldo (März 2016)

Am dritten Spieltag der Saison 2015/16 erzielte Ronaldo im Rahmen eines 6:0-Sieges gegen Espanyol Barcelona zum zweiten Mal in seiner Karriere fünf Tore in einem Spiel. Mit 230 Toren in 203 Spielen löste er dabei Raúl (228 Tore in 550 Spielen) als besten Ligatorschützen des Vereins ab. Drei Tage später übernahm er nach einem weiteren Hattrick beim 4:0-Sieg gegen Schachtar Donezk am ersten Gruppenspieltag der Champions League mit insgesamt 80 Toren die Führung in der ewigen Champions-League-Torschützenliste vor Lionel Messi, der zu diesem Zeitpunkt 77 Treffer vorzuweisen hatte. Am zweiten Gruppenspieltag schoss Ronaldo beide Tore zum 2:0-Sieg gegen Malmö FF und brach zwei weitere Vereinsrekorde: Mit 67 Champions-League-Toren in 65 Spielen löste er Raúl als besten Europapokaltorjäger ab (66 Tore in 132 Spielen). Darüber hinaus stellte er mit 323 Toren in 308 Spielen dessen Pflichtspieltorrekord ein (323 Tore in 741 Spielen). Am 5. März 2016 erzielte Ronaldo vier Tore gegen Celta Vigo und erreichte als erster Spieler der Primera División 30 Hattricks sowie als dritter Spieler nach Zarra und Lionel Messi die 250-Tore-Marke. Mit 228 dafür benötigten Spielen war er deutlich schneller als Zarra (272 Spiele) und Messi (285). In der Liga landete Real Madrid am Saisonende mit 35 Ronaldo-Toren in 36 Spielen und einem Punkt Rückstand auf den FC Barcelona auf dem zweiten Platz. Höhepunkte lieferte einmal mehr die Europapokalsaison: Bereits in der Gruppenphase stellte Ronaldo mit elf Toren in sechs Spielen einen neuen Rekord auf. Im Achtelfinale traf er im Hin- und Rückspiel gegen den AS Rom, im Viertelfinale sicherte er seiner Mannschaft gegen den VfL Wolfsburg nach einer 0:2-Niederlage im Hinspiel mit einem Hattrick zum 3:0-Rückspielsieg den Einzug ins Halbfinale. Das Finale gewann Real Madrid wie zwei Jahre zuvor gegen den Stadtrivalen Atlético, nachdem Ronaldo entscheidend im Elfmeterschießen verwandelt hatte. Mit 16 Toren in zwölf Spielen wurde er zum vierten Mal in Folge sowie zum insgesamt fünften Mal Torschützenkönig des Wettbewerbs. Nach weiteren 51 Toren in 48 Pflichtspielen stand er am Saisonende bei insgesamt 364 Toren in 348 Einsätzen für Real Madrid.
Aufgrund der im Endspiel der Europameisterschaft erlittenen Verletzung verpasste Ronaldo zu Beginn der Saison 2016/17 drei Pflichtspiele, darunter den 3:2-Sieg nach Verlängerung gegen den FC Sevilla im UEFA Super Cup. Am 7. November 2016 verlängerte er seinen Vertrag bei Real Madrid vorzeitig um drei Jahre bis Juni 2021. Am 19. November schoss Ronaldo alle Tore beim 3:0-Auswärtssieg gegen Atlético Madrid und löste Alfredo Di Stéfano als Rekordtorschütze des Derbi madrileño ab. Im Dezember erzielte Ronaldo im Finale der FIFA-Klub-Weltmeisterschaft seinen 40. Hattrick für Real Madrid und wurde infolge des Titelgewinns als Torschützenkönig und Spieler des Turniers ausgezeichnet. Überdies wurde er zum vierten Mal zum Weltfußballer des Jahres gewählt. Während der Saison zeichnete sich ein Wandel in Ronaldos Mentalität ab: Bisher dafür bekannt, immer in allen Pflichtspielen eingesetzt werden zu wollen, ließ er sich nun von Trainer Zinédine Zidane in Ligaspielen gegen schwächere Mannschaften regelmäßig aus dem Kader rotieren. Mit 29 Ligaspielen bestritt er so wenige Einsätze wie zuletzt in der Saison 2009/10 und verlor das Duell um die Pichichi-Trophäe mit 25 Toren deutlich gegen Messi (37). Andererseits war er durch die freiwilligen Pausen gegen Ende der Spielzeit in der besten Verfassung seit Jahren und verhalf seiner Mannschaft im Ligaendspurt mit wichtigen Toren zum ersten Meistertitel seit 2012. Auch in der K.-o.-Runde der Champions League bekamen die Gegner Ronaldos Formhoch zu spüren: Im Viertelfinale gegen den FC Bayern München erreichte er mit einem Doppelpack zum 2:1-Hinspielsieg als erster Spieler 100 Tore in UEFA-Klubwettbewerben und durch einen Hattrick beim 4:2-Rückspielsieg auch als Erster 100 Tore in der Champions League. Im Halbfinalhinspiel gegen Atlético Madrid erzielte Ronaldo einen weiteren Hattrick zum 3:0-Sieg und gleichzeitig im 389. Spiel sein 400. Pflichtspieltor für Real Madrid. Im Finale gegen Juventus Turin gelang Real Madrid als erstem Verein in der Champions-League-Ära die Titelverteidigung. Ronaldo steuerte zwei Tore zum 4:1-Sieg bei und wurde als „Spieler des Spiels“ ausgezeichnet sowie zum ersten Torschützen in drei Endspielen des Wettbewerbs seit Alfredo Di Stéfano. Mit insgesamt zwölf Toren, davon zehn ab dem Viertelfinale, war er zum fünften Mal in Folge sowie zum insgesamt sechsten Mal der beste Torschütze des Wettbewerbs. Mit 42 Toren in 46 Pflichtspielen lag er am Ende der Spielzeit bei insgesamt 406 Toren in 394 Spielen für Real Madrid.

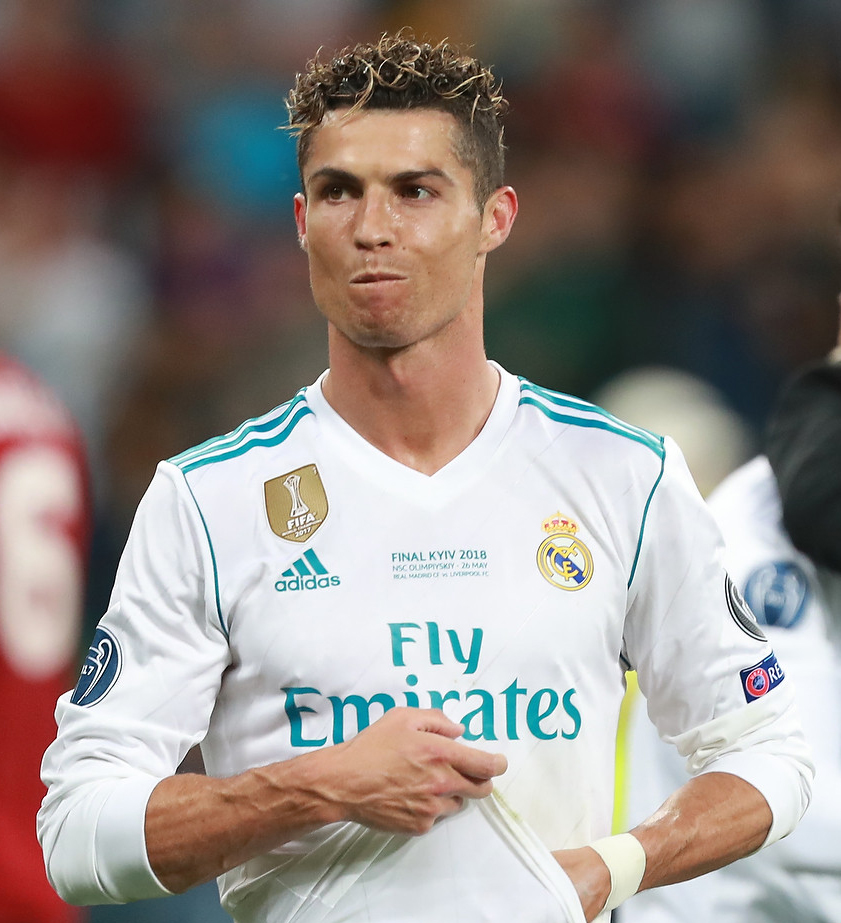
Ronaldo im Champions-League-Finale 2018

Zu Beginn der Saison 2017/18 gewann Ronaldo gegen den FC Barcelona zum zweiten Mal den spanischen Supercup. In der Gruppenphase der Champions League erzielte er als erster Spieler in jedem Gruppenspiel mindestens ein Tor. Am 16. Dezember 2017 schoss er im Finale der FIFA-Klub-WM gegen Grêmio Porto Alegre per Freistoß das 1:0-Siegtor und gewann zum vierten Mal diesen Titel. Für seine Leistungen im Kalenderjahr 2017 wurde er zum fünften Mal als Weltfußballer des Jahres ausgezeichnet. Am 3. März 2018 erreichte er im 286. Ligaspiel als zweiter Spieler der Primera División nach Lionel Messi die 300-Tore-Marke und benötigte dafür 48 Spiele weniger als der Argentinier. In der Liga verloren die Madrilenen bereits in der ersten Saisonhälfte den Anschluss an den FC Barcelona. Wie im Vorjahr ließ sich Ronaldo dabei gegen Mannschaften im unteren Tabellendrittel regelmäßig von Zidane aus dem Kader rotieren. Er erzielte insgesamt 26 Ligatore in 27 Spielen. Im Achtel- und Viertelfinale der Champions League traf Ronaldo in den Hin- und Rückspielen gegen Paris Saint-Germain und Juventus Turin und verbesserte mit Toren in elf aufeinanderfolgenden Spielen den Rekord von Ruud van Nistelrooy (9) aus der Saison 2002/03. Im Zuge dieser Rekordserie erzielte Ronaldo gegen Paris im 95. Champions-League-Einsatz für Real Madrid sein 100. Tor. Nach einem 3:1-Sieg im Endspiel gegen den FC Liverpool gewann er mit Real Madrid zum dritten Mal in Folge sowie zum vierten Mal in fünf Jahren die Champions League. Dabei wurde er mit 15 Toren in 13 Spielen zum sechsten Mal in Folge und insgesamt siebten Mal Torschützenkönig des Wettbewerbs. Mit einem Saisonschnitt von einem Tor pro Spiel und insgesamt 44 Toren stand Ronaldo am Ende der Spielzeit bei 450 Toren in 438 Pflichtspielen für Real Madrid. Mit dem insgesamt fünften Champions-League-Gewinn seiner Karriere avancierte er zum Rekordtitelträger des Wettbewerbs seit dessen Umbenennung im Jahr 1992. Direkt im Anschluss an das gewonnene Finale löste er in einem Interview Spekulationen über einen Vereinswechsel aus, indem er erklärte, seine Zeit bei Real Madrid sei sehr schön gewesen.

#### Juventus Turin
Zur Saison 2018/19 wechselte Cristiano Ronaldo im Alter von 33 Jahren in die italienische Serie A zu Juventus Turin. Er unterschrieb einen Vertrag mit einer Laufzeit bis zum 30. Juni 2022. Die Ablösesumme betrug 100 Millionen Euro, hinzu kamen „zusätzliche Kosten“ in Höhe von zwölf Millionen Euro sowie Ausbildungsentschädigungen für seine Jugendvereine. Diese Ablösesumme war zu diesem Zeitpunkt die siebthöchste der Fußballgeschichte, stellte zudem einen Rekord für einen Spieler über 30 Jahren dar und war die höchste, die je von einem italienischen Verein gezahlt wurde. In einem offiziellen Abschiedsbrief erklärte Ronaldo, es sei für ihn an der Zeit, ein neues Kapitel in seinem Leben aufzuschlagen. Daher habe er Real Madrid gebeten, dem Wechsel zuzustimmen.

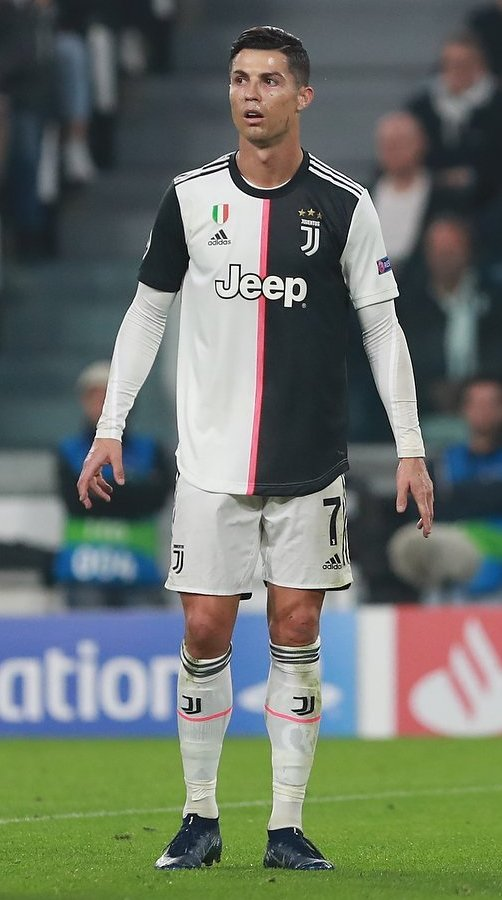
Ronaldo im Trikot von Juventus Turin (Oktober 2019)

Während Real Madrid zu Saisonbeginn deutlich niedrigere Zuschauerzahlen verzeichnete, zwischenzeitlich über acht Stunden ohne Torerfolg blieb, letztlich so wenige Tore erzielte wie zuletzt vor Ronaldos Verpflichtung und bereits drei Monate vor Saisonende alle Titelchancen verlor, erzielte Ronaldo in den ersten 14 Ligaspielen zehn Tore – so viele wie kein anderer Juventus-Neuzugang seit John Charles in der Saison Saison 1957/58. Mitte September erreichte er als fünfter Fußballer nach Josef Bican, Ferenc Puskás, Jimmy McGrory und Uwe Seeler 400 Erstligatore in Europa. Ende November erreichte er als erster Spieler in der Geschichte der Champions League 100 Siege. Im Januar 2019 erzielte Ronaldo im Spiel um die Supercoppa Italiana das entscheidende 1:0 gegen die AC Mailand und feierte somit seinen ersten Titel mit Juventus. In der K.-o.-Phase der Champions League erzielte er alle fünf Tore seiner Mannschaft – darunter einen Hattrick im Achtelfinal-Rückspiel gegen Atlético Madrid, der Juventus trotz einer 0:2-Hinspielniederlage das Weiterkommen sicherte, sowie jeweils ein Kopfballtor in den beiden Viertelfinalspielen gegen Ajax Amsterdam, die mit einem Gesamtergebnis von 2:3 verloren gingen. Am 20. April 2019 sicherte sich Juventus fünf Spieltage vor Saisonende vorzeitig die italienische Meisterschaft. Mit 21 Toren in 31 Ligaspielen wurde Ronaldo zum Most Valuable Player der Serie A gekürt und als Italiens Fußballer des Jahres ausgezeichnet. Ronaldo ist der erste Spieler, der Meistertitel in England, Spanien und Italien gewann, und bis heute der einzige, der in diesen drei Ländern als Fußballer des Jahres geehrt wurde.
Zur Saison 2019/20 ersetzte Juventus den Trainer Massimiliano Allegri durch Maurizio Sarri. Ronaldo gewöhnte sich endgültig an die Spielweise der italienischen Liga und stellte im Februar 2020 mit Toren in elf aufeinanderfolgenden Serie-A-Partien einen neuen Vereinsrekord auf und den Ligarekord ein. Von Anfang März bis Mitte Mai ruhte der Spielbetrieb aufgrund der COVID-19-Pandemie. Am drittletzten Spieltag sicherte sich Ronaldo mit Juventus vorzeitig seinen zweiten Meistertitel. Mit 31 Saisontoren in der Serie A stellte er den Vereinsrekord von Felice Borel aus der Saison 1933/34 ein. Zudem avancierte er zum ersten Fußballer, der in der Premier League, Primera División und Serie A jeweils mindestens 30 Saison- sowie 50 Ligatore erzielte. In der K.-o.-Phase der Champions League schoss Ronaldo – wie bereits im Vorjahr – alle Tore seiner Mannschaft. Trotz seines Doppelpacks beim 2:1-Rückspielsieg gegen Olympique Lyon schied Juventus aufgrund der Auswärtstorregel bereits im Achtelfinale aus. Mit insgesamt 37 Pflichtspieltoren in dieser Saison übertraf Ronaldo den 95 Jahre alten Vereinsrekord von Ferenc Hirzer aus der Saison 1925/26.
Zur Spielzeit 2020/21 übernahm Andrea Pirlo das Traineramt bei der „Alten Dame“. Ronaldo startete gut in die Saison, wurde jedoch Mitte Oktober 2020 positiv auf das SARS-CoV-2-Virus getestet und verpasste infolgedessen fünf Pflichtspiele. Am 2. Dezember 2020 erzielte er in der Gruppenphase der Champions League gegen Dynamo Kiew sein 750. Pflichtspieltor. Trotz gleichbleibender Trefferquote schied Juventus erneut bereits im Achtelfinale der Champions League aus und verlor in der Liga frühzeitig den Anschluss an die Tabellenspitze. Am 12. Mai 2021 gelang Ronaldo im 131. Spiel sein 100. Pflichtspieltor für Juventus Turin – nur Omar Sívori erreichte diese Marke in weniger Partien (124). Schließlich qualifizierte sich Juventus am letzten Spieltag als Tabellenvierter erneut für die Champions League. Höhepunkte setzte Ronaldo in der Coppa Italia, in der er mit einem Doppelpack im Halbfinale gegen Inter Mailand maßgeblich zum Finaleinzug beitrug. Im Endspiel setzte sich Juventus gegen Atalanta Bergamo durch, womit Ronaldo nach Erfolgen in England und Spanien auch seine nationale Trophäensammlung in Italien vervollständigte. Mit 29 Toren in 33 Ligaspielen wurde er zudem Capocannoniere der Serie A und war damit der erste Fußballer, der in England, Spanien und Italien die Torschützenkrone errang.
Zur Spielzeit 2021/22 kehrte Massimiliano Allegri als Trainer zu Juventus zurück. Am ersten Spieltag der Serie A wurde Ronaldo als Einwechselspieler eingesetzt und erzielte in der Nachspielzeit zunächst das vermeintliche Siegtor, das jedoch später vom Video-Assistenten aberkannt wurde. Bereits in der darauffolgenden Woche bestätigte Allegri die zuvor aufgekommenen Gerüchte, dass Ronaldo den Verein verlassen wolle. Noch am selben Tag gab Manchester United bekannt, sich mit Juventus auf einen Transfer geeinigt zu haben. Ronaldo verabschiedete sich anschließend über seine sozialen Netzwerke von den Tifosi und resümierte, dass man in den drei gemeinsamen Jahren zwar nicht alle Ziele erreicht habe, aber dennoch eine schöne Geschichte geschrieben wurde.

#### Rückkehr zu Manchester United

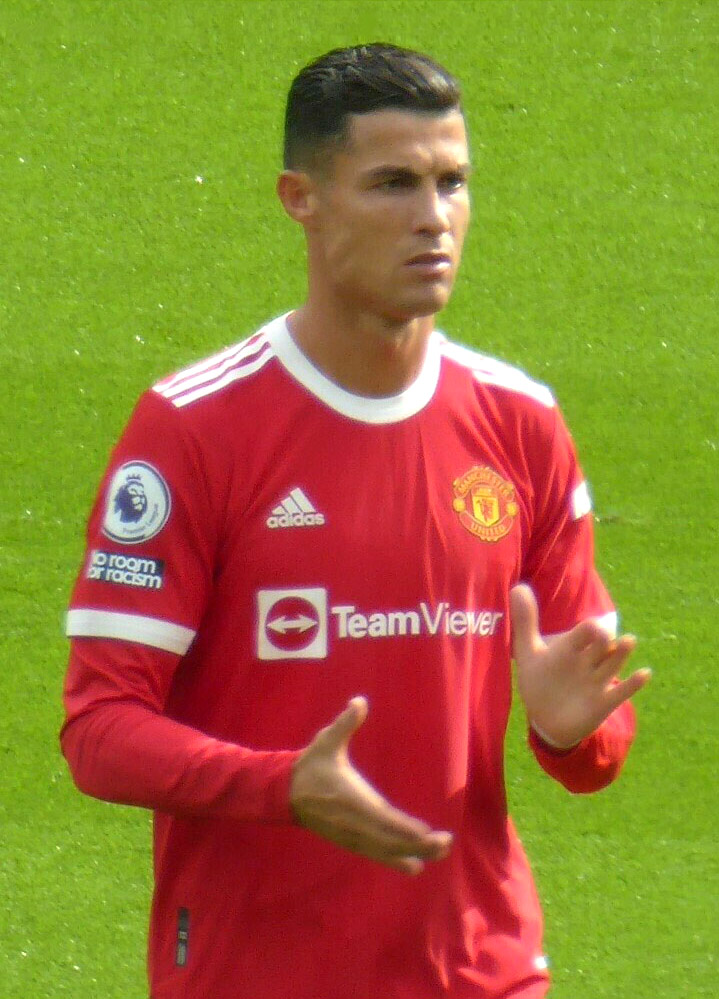
Ronaldo zurück im United-Trikot (September 2021)

Ende August 2021 kehrte Cristiano Ronaldo am letzten Tag der Transferperiode nach zwölf Jahren zu Manchester United zurück. Juventus Turin erhielt eine Ablösesumme von 15 Millionen Euro, die sich durch Bonuszahlungen um bis zu 8 Millionen Euro erhöhen konnte. Der zu diesem Zeitpunkt 36-Jährige unterzeichnete einen Vertrag bis zum 30. Juni 2023 mit einer Option auf ein weiteres Jahr und traf dabei auf den Cheftrainer Ole Gunnar Solskjær, mit dem er bereits von 2003 bis 2007 zusammengespielt hatte. Am 11. September 2021 bestritt Ronaldo sein erstes Pflichtspiel für Manchester United seit dem Champions-League-Finale 2009 und erzielte beim 4:1-Heimsieg gegen Newcastle United zwei Tore. Mit seinem 178. Einsatz in der Champions League löste er am 29. September 2021 Iker Casillas als Rekordspieler des Wettbewerbs ab. Am 12. März 2022 erzielte Ronaldo gegen Tottenham Hotspur einen Hattrick zum 3:2-Sieg und brach mit insgesamt 807 offiziellen Pflichtspieltoren den Weltrekord von Josef Bican (805). Am 16. April 2022 erreichte er mit einem weiteren Dreierpack beim 3:2-Sieg gegen Norwich City den 50. Hattrick seiner Vereinskarriere. Eine Woche später erzielte er im Rahmen einer 1:3-Niederlage gegen den FC Arsenal sein 100. Tor in der Premier League. Ronaldo beendete die Saison 2021/22 mit 18 Toren in 30 Spielen und war damit hinter Mohamed Salah und Heung-min Son (jeweils 23 Tore) der drittbeste Torschütze der Premier League. Für seine Leistungen wurde er in das PFA Team of the Year gewählt und von den Fans von Manchester United zum „Spieler der Saison“ gekürt. Trotz dieser individuellen Erfolge verlief die Saison für Manchester United insgesamt enttäuschend: Der Klub belegte den sechsten Tabellenplatz, verpasste damit die Qualifikation für die Champions League und zog lediglich in die Europa League ein.
Vor Beginn der Saison 2022/23 erschien Ronaldo aus „privaten Gründen“ nicht zum Trainingsauftakt und nahm nicht an der Asien-Australien-Tour von Manchester United teil. Medienberichten zufolge liebäugelte er mit einem Wechsel zu einem Champions-League-Teilnehmer, welcher jedoch nicht zustande kam. Daraufhin nahm er erstmals seit der Spielzeit 2002/03 wieder an der Europa League (vormals UEFA-Cup) teil. Unter dem neuen Trainer Erik ten Hag verlor Ronaldo seinen Stammplatz, was mit Fitnessdefiziten infolge der verpassten Saisonvorbereitung erklärt wurde. Am 9. Oktober 2022 erzielte er im Ligaspiel gegen den FC Everton nach seiner Einwechslung mit dem 2:1-Siegtreffer sein 700. Pflichtspieltor auf Vereinsebene. Anschließend kam er in der Liga überwiegend nur noch als Einwechselspieler zum Einsatz, während er in der Europa League in allen sechs Gruppenspielen in der Startelf stand und zwei Tore erzielte. Am 19. Oktober 2022 verließ Ronaldo im Ligaspiel gegen Tottenham Hotspur aus Protest den Innenraum des Stadions, nachdem er erneut nicht in die Startelf berufen worden war und beim Stand von 2:0 erst wenige Minuten vor Spielende zur Einwechslung aufgefordert wurde. Daraufhin wurde er aus disziplinarischen Gründen für das folgende Ligaspiel aus dem Kader gestrichen. Nach dem letzten Ligaspiel vor der im Winter stattfindenden Weltmeisterschaft 2022 äußerte sich Ronaldo in einem Interview mit Piers Morgan kritisch über den Verein. Er gab an, sich vom Klub verraten zu fühlen, und erklärte, der private Grund für seine verpasste Saisonvorbereitung sei ein Krankenhausaufenthalt seiner Tochter gewesen. Der Verein habe diese Begründung jedoch angezweifelt und keine Empathie gezeigt. Zudem kritisierte Ronaldo den mangelnden Respekt von Trainer Erik ten Hag und bewertete die Entwicklung von Manchester United unter der Eigentümerfamilie Glazer seit dem Abschied von Alex Ferguson als rückläufig. Am 22. November 2022 einigten sich Ronaldo und der Verein während der Weltmeisterschaft auf eine sofortige Vertragsauflösung. Noch am selben Tag kündigte die Glazer-Familie an, einen Verkauf des Vereins in Erwägung zu ziehen.

#### al-Nassr FC
Zum 1. Januar 2023 schloss sich Ronaldo im Alter von 37 Jahren dem saudi-arabischen Erstligisten al-Nassr FC an. Er unterschrieb beim Verein aus der Hauptstadt Riad einen Vertrag bis zum 30. Juni 2025. Bis zum Ende der Saison 2022/23 kam er 16-mal zum Einsatz und trug 14 Tore zur Vizemeisterschaft bei. 
Zu Beginn der Saison 2023/24 gewann Ronaldo mit al-Nassr den Arab Club Champions Cup. Dabei erzielte er in sechs Spielen sechs Tore, darunter einen Doppelpack zum 2:1-Sieg nach Verlängerung im Finale gegen al-Hilal. In der Saudi Pro League brach der am Saisonende 39-Jährige mit 35 Toren in 31 Spielen den Ligarekord von Abderrazak Hamdallah und wurde Torschützenkönig. Damit war Ronaldo der erste Fußballer, der in vier verschiedenen Ländern den Titel des Torschützenkönigs gewann – dies war ihm zuvor bereits in der englischen Premier League (1×), in der spanischen Primera División (3×) und in der italienischen Serie A (1×) gelungen. Insgesamt erzielte Ronaldo im Saisonverlauf in 51 Pflichtspielen 50 Tore.
In der Spielzeit 2024/25 verteidigte der am Saisonende 40-Jährige mit 25 Toren in 30 Ligaspielen den Titel des Torschützenkönigs. Am letzten Spieltag erzielte er sein 800. Tor auf Vereinsebene und steigerte seine Torausbeute für al-Nassr auf 99 Treffer in 111 Einsätzen. Ende Juni 2025 verlängerte er seinen Vertrag in Saudi-Arabien bis Sommer 2027.

### In der Nationalmannschaft

#### 2001–2006: Juniorenbereich und frühe Länderspielkarriere

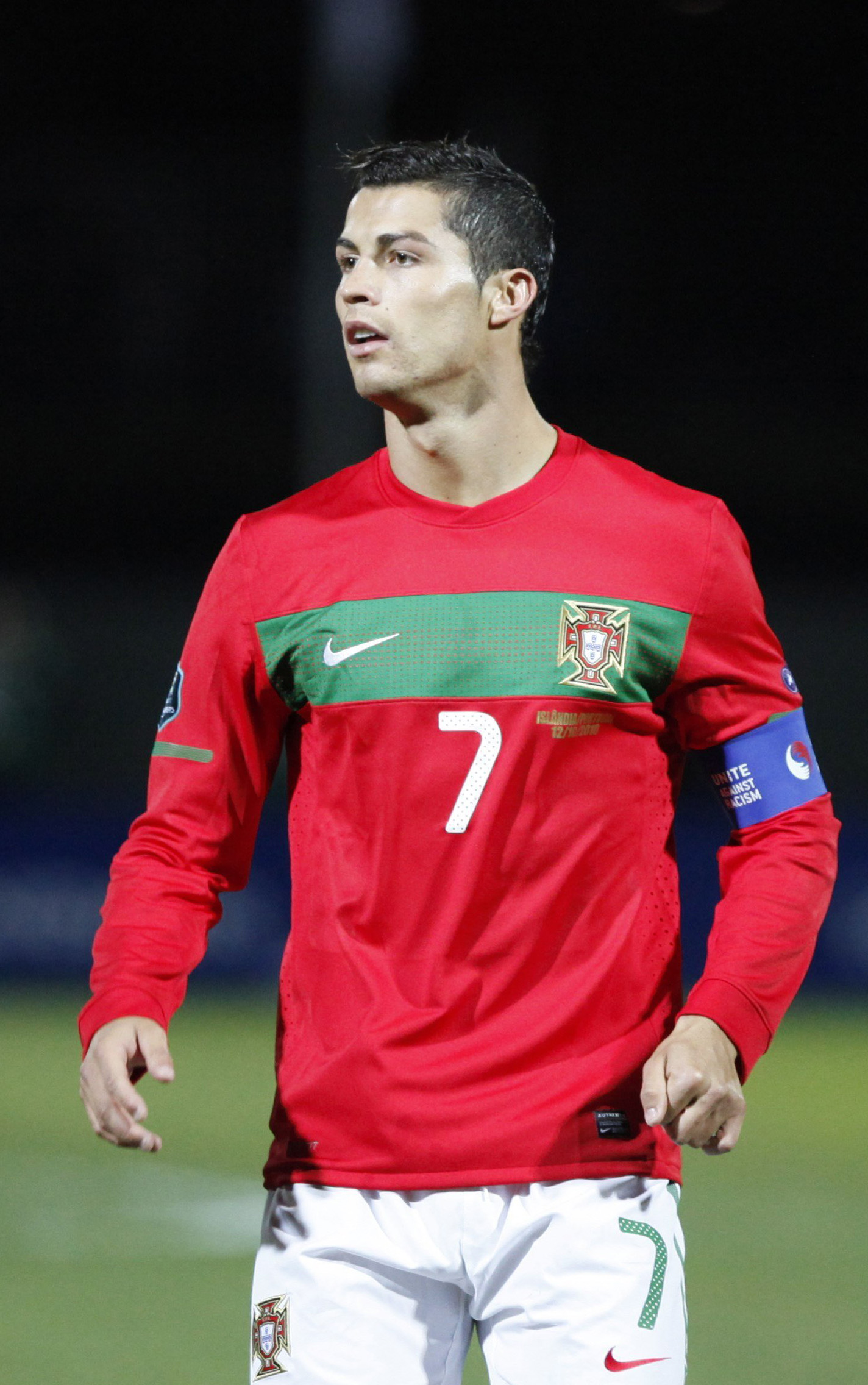
Cristiano Ronaldo im Nationaltrikot (Oktober 2010)

Cristiano Ronaldo durchlief die Juniorennationalmannschaften seines Landes. Im Jahr 2002 spielte er für die U17-Auswahl Portugals bei der U17-Europameisterschaft. Zudem war er Bestandteil der U20- sowie U21-Nationalmannschaft und gewann mit letzterer im Sommer 2003 das Turnier von Toulon. Am 20. August 2003 debütierte Ronaldo in der A-Nationalmannschaft als Einwechselspieler in der zweiten Halbzeit der Partie gegen Kasachstan. Anschließend wurde er von Nationaltrainer Luiz Felipe Scolari auch in den Kader der EM 2004 im eigenen Land berufen. Ronaldo stieß dabei als jüngster Spieler im Aufgebot auf die in die Jahre gekommene „Goldene Generation“ Portugals und erarbeitete sich im Turnierverlauf einen Stammplatz neben Luís Figo im Mittelfeld. Er traf sowohl bei der 1:2-Niederlage im Eröffnungsspiel gegen Griechenland als auch beim 2:1-Halbfinalsieg gegen die Niederlande. Im Finale unterlag Portugal dem Eröffnungsspielgegner Griechenland mit 0:1 und verpasste den ersten großen Titel der Verbandsgeschichte. Ronaldo aber hatte sich mit seinen Leistungen in die „Mannschaft des Turniers“ gespielt. Im Anschluss nahm er auch an den Olympischen Spielen 2004 in Athen teil, kam dort gegen den Irak (2:4) und Marokko (2:1) zum Einsatz und schied trotz eines Treffers gegen die Nordafrikaner nach einer weiteren 2:4-Niederlage gegen Costa Rica mit seinem Team in der Vorrunde aus.
Während der Qualifikation zur WM 2006 in Deutschland entwickelte sich Ronaldo zum Leistungsträger der Seleção und war mit sieben Treffern der viertbeste Torschütze in der UEFA-Zone. Im Weltmeisterschaftsturnier selbst erzielte er gegen den Iran per Elfmeter sein erstes Tor bei einer Weltmeisterschaftsendrunde. Im Achtelfinale gegen die Niederlande schied er nach einem Zweikampf gegen Khalid Boulahrouz verletzt aus, kehrte im Anschluss an den 1:0-Sieg jedoch in der Runde der letzten acht Mannschaften gegen England zurück. Dort verwandelte er entscheidend im Elfmeterschießen und zog mit seinem Team ins Halbfinale ein, nachdem Portugal zuvor aufgrund einer roten Karte für Ronaldos United-Teamkollege Wayne Rooney in Überzahl gespielt hatte. Besondere Brisanz hatte diese Hinausstellung, da Ronaldo nach Rooneys Tätlichkeit an Ricardo Carvalho wegen angeblicher Beeinflussung des Schiedsrichters ein unsportliches Verhalten attestiert wurde. Obwohl Schiedsrichter Horacio Elizondo Ronaldo von diesem Vorwurf freisprach und sich Rooney mit Ronaldo bereits direkt im Anschluss an die Begegnung in den Katakomben ausgesprochen hatte, führte dieser Zwischenfall zu einer monatelangen Hetzkampagne in den britischen Boulevardmedien. Die Weltmeisterschaft selbst beendete Ronaldo nach zwei Niederlagen gegen Frankreich (0:1) und Deutschland (1:3) auf dem vierten Platz. Dies war nach dem dritten Platz bei der WM 1966 der größte Erfolg in der Historie der portugiesischen Nationalmannschaft. Aufgrund seiner Leistungen galt Ronaldo bei der Wahl zum besten Jungspieler des Turniers als Favorit. Auch hier wirkte sich der Zwischenfall in der Partie gegen England negativ auf seine Wahlchancen aus: Die zuständige FIFA-Kommission, angeführt vom Deutschen Holger Osieck, bezeichnete „anständiges Benehmen“ als elementares Kriterium bei der Entscheidungsfindung und vergab den Preis an Lukas Podolski.

#### 2007–2014: Übernahme des Kapitänsamtes

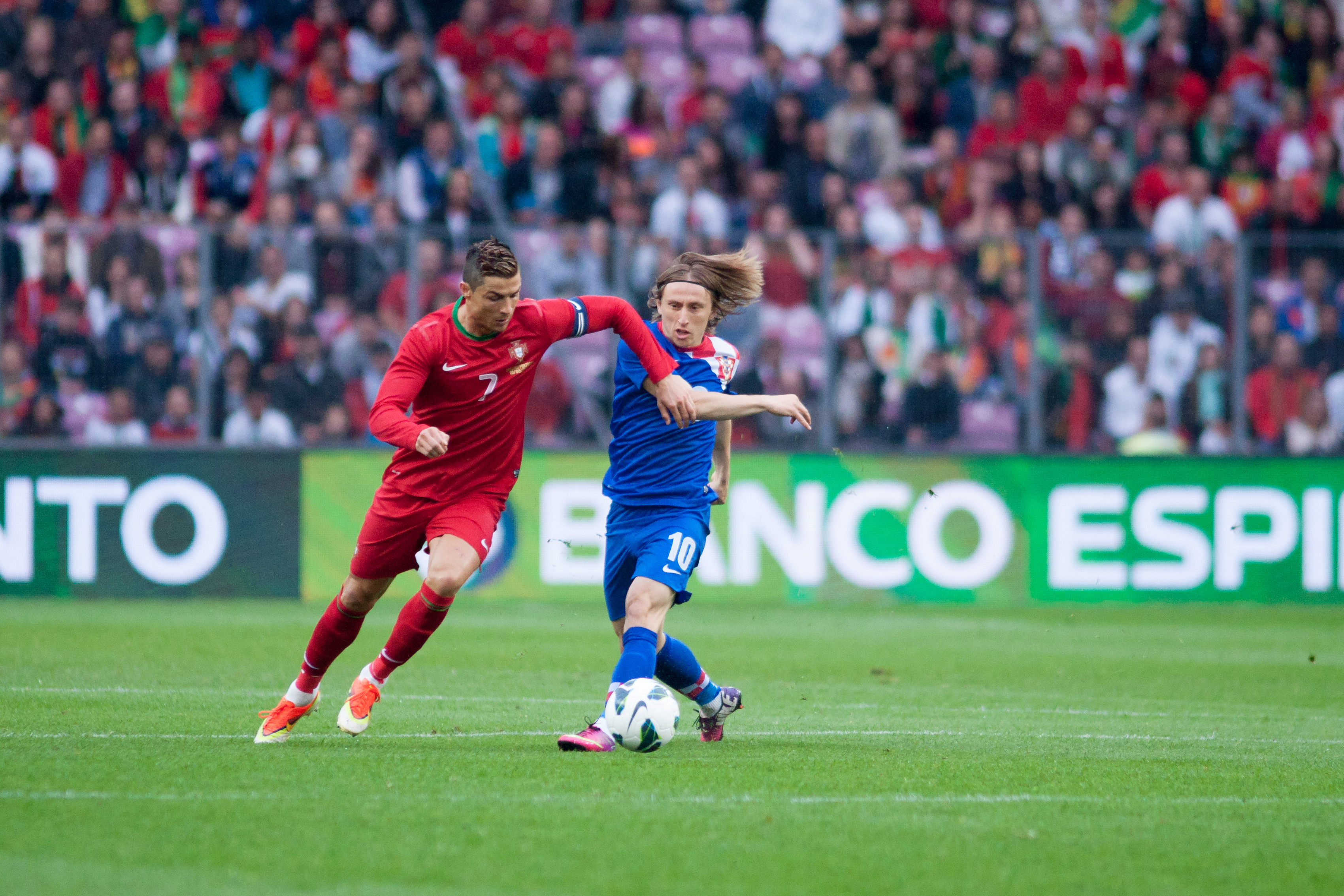
Cristiano Ronaldo im Zweikampf mit Luka Modrić (Juni 2013)

Nach der Weltmeisterschaft erklärten mit Luís Figo und Pauleta die letzten beiden großen Vertreter der „Goldenen Generation“ ihren Rücktritt aus der Nationalmannschaft. Damit zählte Cristiano Ronaldo – neben deutlich älteren Spielern wie Deco und Nuno Gomes – zu den letzten verbliebenen Stars im Team. Am 6. Februar 2007, einen Tag nach seinem 22. Geburtstag, führte er Portugal in einem Freundschaftsspiel gegen Brasilien erstmals als Kapitän aufs Spielfeld. Die Ernennung ging auf den ausdrücklichen Wunsch des kurz zuvor verstorbenen Verbandspräsidenten Carlos Silva zurück, dem Trainer Scolari damit posthum nachkam. Für eine dauerhafte Kapitänsrolle war Ronaldo laut Scolari jedoch noch zu jung. In der Qualifikation zur EM 2008 trug Ronaldo mit insgesamt acht Toren maßgeblich zum erfolgreichen Abschneiden Portugals bei. Beim Turnier selbst zog seine Mannschaft als Gruppenerster souverän ins Viertelfinale ein, unterlag dort jedoch Deutschland mit 2:3 und schied aus. Ronaldos einziger Treffer bei der EM gelang ihm im Gruppenspiel gegen die Tschechische Republik.

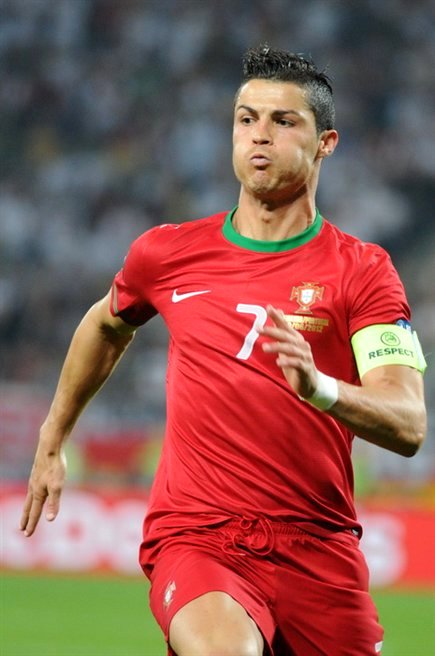
Ronaldo bei der EM 2012

Nach der Europameisterschaft wurde Cristiano Ronaldo vom neuen Nationaltrainer Carlos Queiroz zum Kapitän der portugiesischen Nationalmannschaft ernannt, mit dem Ziel, das Team zur Weltmeisterschaft 2010 zu führen. Die Qualifikation verlief jedoch durchwachsen, und Portugal erreichte nur knapp über die Relegation die Endrunde. In den Play-off-Spielen gegen Bosnien-Herzegowina musste Ronaldo verletzungsbedingt pausieren. Während der Weltmeisterschaft konnte Ronaldo seine Klasse nur selten unter Beweis stellen. Sein einziger Treffer gelang ihm beim deutlichen 7:0-Sieg gegen Nordkorea. Trotz durchwachsener Leistungen wurde er von der FIFA nach allen drei Gruppenspielen jeweils zum „Spieler des Spiels“ gewählt. Im Achtelfinale schied Portugal nach einer 0:1-Niederlage gegen den späteren Weltmeister Spanien aus. In der Folge sah sich Ronaldo in den Medien teils heftiger Kritik ausgesetzt.
In die Qualifikation zur EM 2012 startete Portugal ohne Ronaldo, der an einer Knöchelverletzung laborierte, mit einem enttäuschenden Unentschieden gegen Zypern und einer Niederlage gegen Norwegen. Infolge des schwachen Starts wurde Nationaltrainer Carlos Queiroz entlassen. Unter dem neuen Trainer Paulo Bento kehrte Ronaldo zurück und bestritt alle verbleibenden Qualifikationsspiele. Mit fünf Toren in sechs Partien hatte er maßgeblichen Anteil daran, dass sich Portugal trotz des schwachen Auftakts einen Platz in den Relegationsspielen sichern konnte. Dort traf die Mannschaft erneut auf Bosnien-Herzegowina. Nach einem torlosen Hinspiel führte Ronaldo Portugal im Rückspiel mit zwei Treffern zu einem deutlichen 6:2-Sieg und somit zur EM-Endrunde. Während der EM geriet Ronaldo nach zwei unauffälligen Auftritten in den ersten Gruppenspielen in die Kritik der Medien. Anschließend aber zeigte er starke Leistungen und prägte das Turnier mit zwei „Man-of-the-Match“-Auftritten: Im entscheidenden letzten Gruppenspiel erzielte er beide Tore beim 2:1-Sieg gegen die Niederlande, und im Viertelfinale gelang ihm der entscheidende Treffer beim 1:0-Erfolg gegen Tschechien. Im Halbfinale traf Portugal auf Titelverteidiger Spanien und unterlag nach torlosen 120 Minuten im Elfmeterschießen. Damit verpasste das Team die zweite EM-Finalteilnahme nach 2004. Mit drei Turniertoren gehörte Ronaldo zu den besten Torschützen der Europameisterschaft und wurde wie bereits 2004 in die „Mannschaft des Turniers“ gewählt.
In der Qualifikation zur WM 2014 absolvierte Ronaldo am 16. Oktober 2012 sein 100. Länderspiel – als dritter Portugiese nach Fernando Couto und Luís Figo sowie als damals drittjüngster Europäer hinter Lukas Podolski und Kristen Viikmäe. Am 6. September 2013 erzielte er beim 4:2-Sieg im WM-Qualifikationsspiel gegen Nordirland nach einem 1:2-Rückstand seinen ersten Hattrick im Nationaltrikot. Nachdem Portugal die direkte Qualifikation verpasst hatte, setzte sich die Mannschaft in den Play-off-Spielen gegen Schweden mit einem Gesamtergebnis von 4:2 durch. Ronaldo erzielte dabei alle vier Tore für sein Team – darunter im Rückspiel einen weiteren Hattrick. Mit insgesamt 47 Länderspieltreffern stellte er den Rekord des bisherigen portugiesischen Top-Torschützen Pauleta ein und qualifizierte sich als erster Portugiese zum dritten Mal für eine Weltmeisterschaft. Trotz einer Sehnenentzündung und Muskelverletzung im linken Bein, die seine Teilnahme am Turnier lange infrage stellte, absolvierte er letztlich angeschlagen alle Vorrundenbegegnungen. Seine Leistungen blieben jedoch hinter den hohen Erwartungen zurück. Erst im letzten Gruppenspiel erzielte er sein 50. Länderspieltor beim 2:1-Sieg gegen Ghana und wurde zum „Man of the Match“ gekürt. Mit Treffern bei sechs aufeinanderfolgenden Welt- und Europameisterschaften stellte er den Rekord von Jürgen Klinsmann ein. Dennoch schied Portugal aufgrund der schlechteren Tordifferenz erstmals seit 2002 wieder in der Vorrunde aus.

#### 2015–2019: Europameister und Nations-League-Sieger

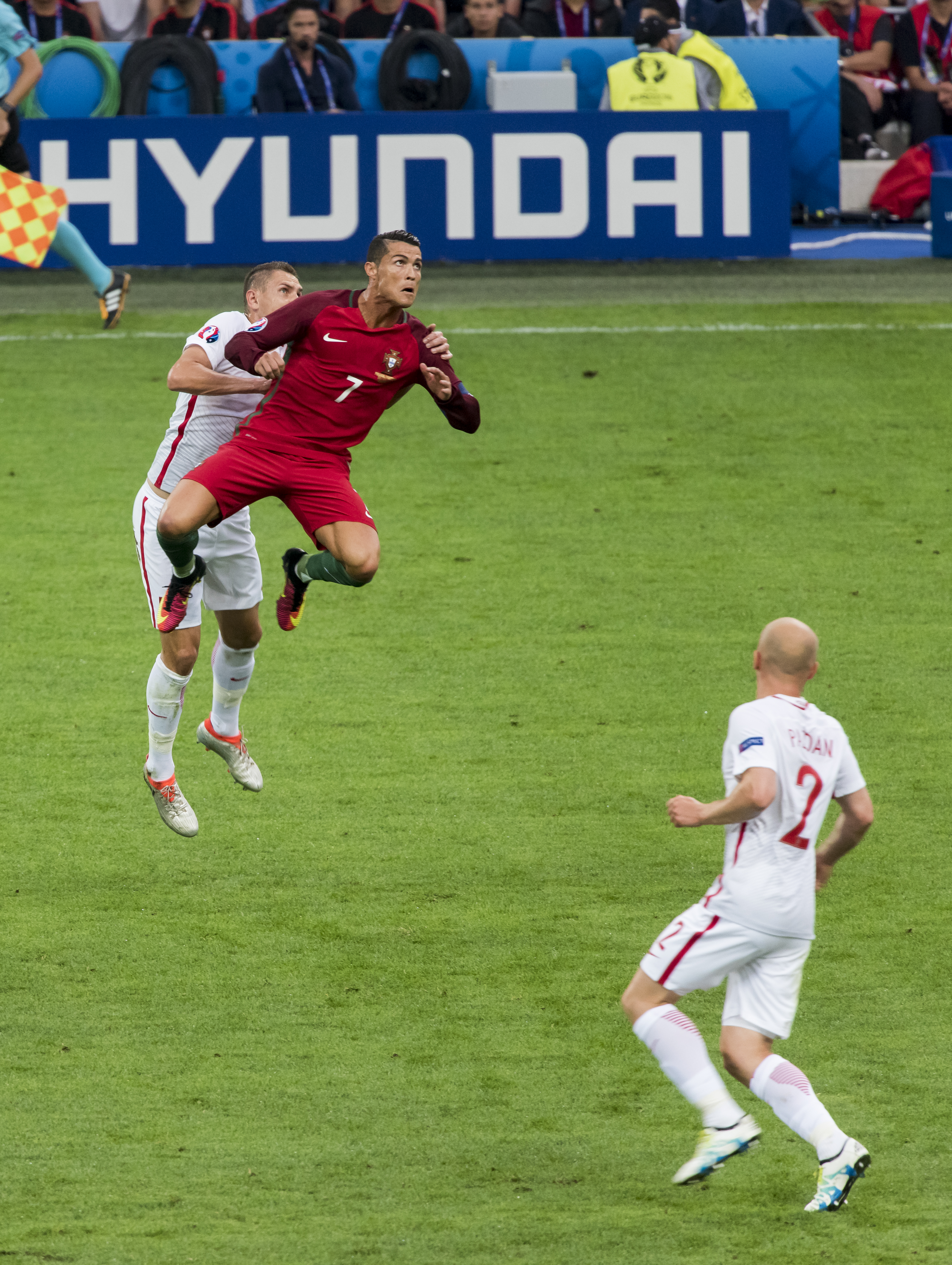
Ronaldo im Viertelfinale der EM 2016 gegen Polen

Portugals Einstieg in die Qualifikation zur EM 2016 verlief ähnlich wie vier Jahre zuvor: Ohne den angeschlagenen Cristiano Ronaldo verlor die Mannschaft das Auftaktspiel vor heimischem Publikum mit 0:1 gegen Albanien. In der Folge wurde Nationaltrainer Paulo Bento entlassen und durch Fernando Santos ersetzt. Unter dessen Leitung traf Ronaldo in den darauffolgenden Partien gegen Dänemark und Armenien jeweils zum 1:0-Endstand. Mit insgesamt 23 Toren in Qualifikations- und Endrundenspielen der Europameisterschaft übertraf er damit den bisherigen Rekord von Hakan Şükür und Jon Dahl Tomasson (je 22 Treffer). Nach erfolgreicher Qualifikation begann die Endrunde für Portugal jedoch enttäuschend. In der Gruppenphase blieb das Team zunächst sieglos. Auf ein 1:1 im Auftaktspiel gegen Island folgte ein torloses Remis gegen Österreich, wobei Ronaldo einen Elfmeter vergab. Mit seinem 128. Länderspieleinsatz löste er in dieser Partie Luís Figo als Rekordnationalspieler Portugals ab. Im entscheidenden letzten Gruppenspiel gegen Ungarn bewahrte Ronaldo seine Mannschaft mit zwei Treffern beim 3:3-Unentschieden vor dem Ausscheiden. Dank des neuen Turniermodus reichte der dritte Platz zum Einzug in die K.-o.-Phase. Im Achtelfinale setzte sich Portugal nach Verlängerung mit 1:0 gegen Kroatien durch, wobei Ronaldos abgewehrter Schuss in der 117. Minute zur Vorlage für das Siegtor von Ricardo Quaresma wurde. Im Viertelfinale gegen Polen fiel die Entscheidung erst im Elfmeterschießen, bei dem Ronaldo den ersten Strafstoß für Portugal sicher verwandelte und so zum Einzug ins Halbfinale beitrug. Dort sorgte er mit einem Kopfballtor und einer Vorlage für den 2:0-Sieg gegen Wales und führte Portugal damit zum zweiten Mal nach 2004 ins EM-Finale. Das Endspiel gegen Gastgeber Frankreich begann für Ronaldo unglücklich: Nach einem Foul von Dimitri Payet, bei dem er am Knie verletzt wurde, musste er trotz mehrerer Behandlungspausen bereits in der 25. Minute ausgewechselt werden. In der Verlängerung kehrte er jedoch an die Seitenlinie zurück und unterstützte Trainer Santos als lautstarker Antreiber. Portugal gewann das Finale durch ein Tor von Éder mit 1:0 und sicherte sich damit den ersten großen Titel der Verbandsgeschichte. Im Verlauf des Turniers stellte Ronaldo gleich mehrere Rekorde ein: Mit neun Treffern in EM-Endrunden zog er mit Michel Platini gleich und wurde zudem mit nunmehr 21 EM-Spielen alleiniger Rekordspieler, womit er Edwin van der Sar und Lilian Thuram (je 16 Einsätze) übertraf.

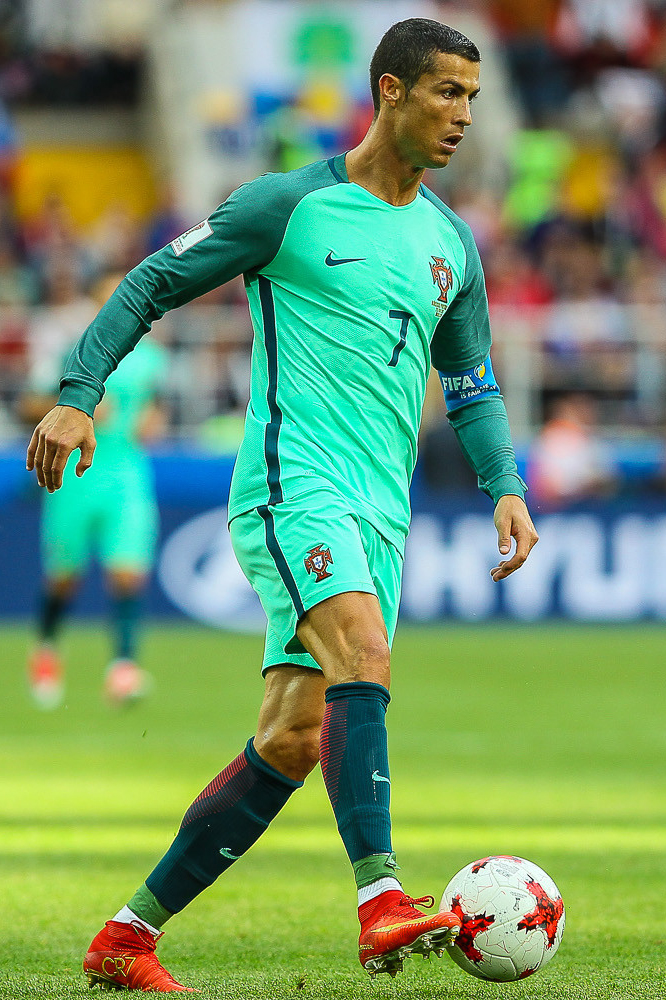
Cristiano Ronaldo beim Confed-Cup 2017

Nach dem Gewinn der Europameisterschaft nahm Ronaldo im Juni 2017 am FIFA-Konföderationen-Pokal teil und erreichte mit Portugal den dritten Platz. Aufgrund der Geburt seiner Zwillinge trat er jedoch bereits vor dem Spiel um Platz 3 die Heimreise an.
In der Qualifikation zur WM 2018 verpasste Ronaldo erneut das Auftaktspiel, das Portugal mit 0:2 gegen die Schweiz verlor. In den folgenden neun Qualifikationsspielen führte er sein Team mit 15 Toren und drei Vorlagen als Topscorer der UEFA-Zone dennoch direkt zur Endrundenteilnahme. Im ersten WM-Gruppenspiel gegen Spanien erzielte Ronaldo alle drei Tore Portugals und sicherte seinem Team ein 3:3. Damit wurde er nach Pelé, Uwe Seeler und Miroslav Klose der vierte Spieler, der bei vier WM-Endrunden Tore erzielte. Im zweiten Gruppenspiel erzielte er das 1:0-Siegtor gegen Marokko und überholte mit seinem 85. Länderspieltor Ferenc Puskás als europäischen Rekordtorschützen. Im letzten Gruppenspiel gegen den Iran verschoss er einen Foulelfmeter, schaffte mit Portugal aber dennoch den Einzug ins Achtelfinale, wo das Team nach einem 1:2 gegen Uruguay ausschied. Trotz des frühen Ausscheidens gehörte Ronaldo mit vier Treffern zu den besten Torschützen des Turniers.
Nach der WM verzichtete Ronaldo auf eine Teilnahme an den Gruppenspielen der neu eingeführten UEFA Nations League und absolvierte bis Jahresende kein weiteres Länderspiel. Im März 2019 kehrte er für die ersten Qualifikationsspiele zur EM 2021 ins Nationalteam zurück und nahm im Juni an der Finalrunde der Nations League teil, die in Portugal stattfand. Im Halbfinale erzielte er alle drei Treffer beim 3:1-Sieg gegen die Schweiz und sicherte Portugal den Einzug ins Finale, wo ein 1:0-Erfolg über die Niederlande den zweiten Titelgewinn der Nationalmannschaft besiegelte.

#### 2020–heute: Weltrekorde und zweiter Nations-League-Triumph
Am 8. September 2020 erzielte Ronaldo in seinem 165. Einsatz für Portugal, einem Gruppenspiel der UEFA Nations League 2020/21 gegen Schweden, per Freistoß sein 100. Länderspieltor. Im Sommer 2021 bestritt er als erster Fußballer seine fünfte EM-Endrunde und traf dabei in jedem Gruppenspiel: Einem Doppelpack zum 3:0-Auftakterfolg gegen Ungarn folgten sein erstes Länderspieltor gegen Deutschland (2:4) und ein weiterer Doppelpack gegen Frankreich (2:2). Dabei stellte Ronaldo weitere Bestmarken auf: Mit insgesamt 14 Toren wurde er alleiniger EM-Rekordtorschütze, mit 21 Toren löste er Miroslav Klose (19) als besten Torschützen bei Welt- und Europameisterschaften ab, und mit 109 Toren stellte er den Länderspieltor-Weltrekord von Ali Daei ein. Im Achtelfinale schied Portugal nach einer 0:1-Niederlage gegen Belgien aus. Mit seinen fünf Turniertoren wurde Ronaldo Torschützenkönig.
In der Qualifikation zur WM 2022 erzielte Ronaldo am 1. September 2021 gegen Irland im 180. Spiel für Portugal sein 110. und 111. Länderspieltor und wurde alleiniger Länderspielrekordtorschütze. Am 9. Oktober 2021 löste er mit seinem 181. Einsatz Sergio Ramos als Europas Rekord-Nationalspieler ab. Im ersten Vorrundenspiel der Weltmeisterschaft traf Ronaldo gegen Ghana per Elfmeter zur 1:0-Führung und damit als erster Mann bei fünf WM-Endrunden. In der K.-o.-Phase kam er nur noch als Einwechselspieler zum Einsatz. Im Rahmen der 0:1-Niederlage im Viertelfinale gegen Marokko stellte er mit seinem 196. Einsatz den Länderspielweltrekord von Bader al-Mutawa aus Kuwait ein.
In der Qualifikation zur EM 2024 stellte Ronaldo im Auftaktspiel gegen Liechtenstein mit seinem 197. Länderspieleinsatz einen neuen Weltrekord auf. Am 20. Juni 2023 bestritt er im EM-Qualifikationsspiel gegen Island sein 200. Länderspiel und traf mit seinem 123. Tor kurz vor Spielende zum 1:0-Sieg. Insgesamt erzielte Ronaldo in 9 Qualifikationsspielen 10 Tore und qualifizierte sich mit Portugal ohne Punktverlust für die EM-Endrunde. Im Juni 2024 stellte Ronaldo mit seiner sechsten EM-Teilnahme einen weiteren Rekord auf. Im zweiten Gruppenspiel gegen die Türkei gab er die Vorlage zum 3:0-Endstand und stellte mit acht Assists den EM-Rekord von Karel Poborský ein. Im Achtelfinale gegen Slowenien verschoss er in der Verlängerung einen Foulelfmeter. Im anschließenden Elfmeterschießen verwandelte er jedoch sicher und zog mit Portugal ins Viertelfinale ein. Dort traf Ronaldo erneut im Elfmeterschießen, verlor jedoch gegen Frankreich und schied aus. Damit beendete Ronaldo erstmals ein internationales Turnier ohne eigenen Torerfolg.
In der UEFA Nations League 2024/25 erzielte Ronaldo beim 2:1-Auftaktsieg gegen Kroatien sein 900. Pflichtspieltor. Insgesamt erzielte Ronaldo in der Gruppenphase fünf Tore in fünf Spielen. Im Viertelfinale traf er zudem gegen Dänemark, und Portugal qualifizierte sich erstmals seit 2019 wieder für die Endrunde. Dort traf er sowohl im Halbfinale gegen Deutschland als auch im Finale gegen Spanien, das die Portugiesen nach einem 2:2 nach Verlängerung mit 5:3 im Elfmeterschießen gewannen. Damit gewann Ronaldo im Alter von 40 Jahren seinen dritten Titel im Nationaltrikot.

## Titel und Auszeichnungen

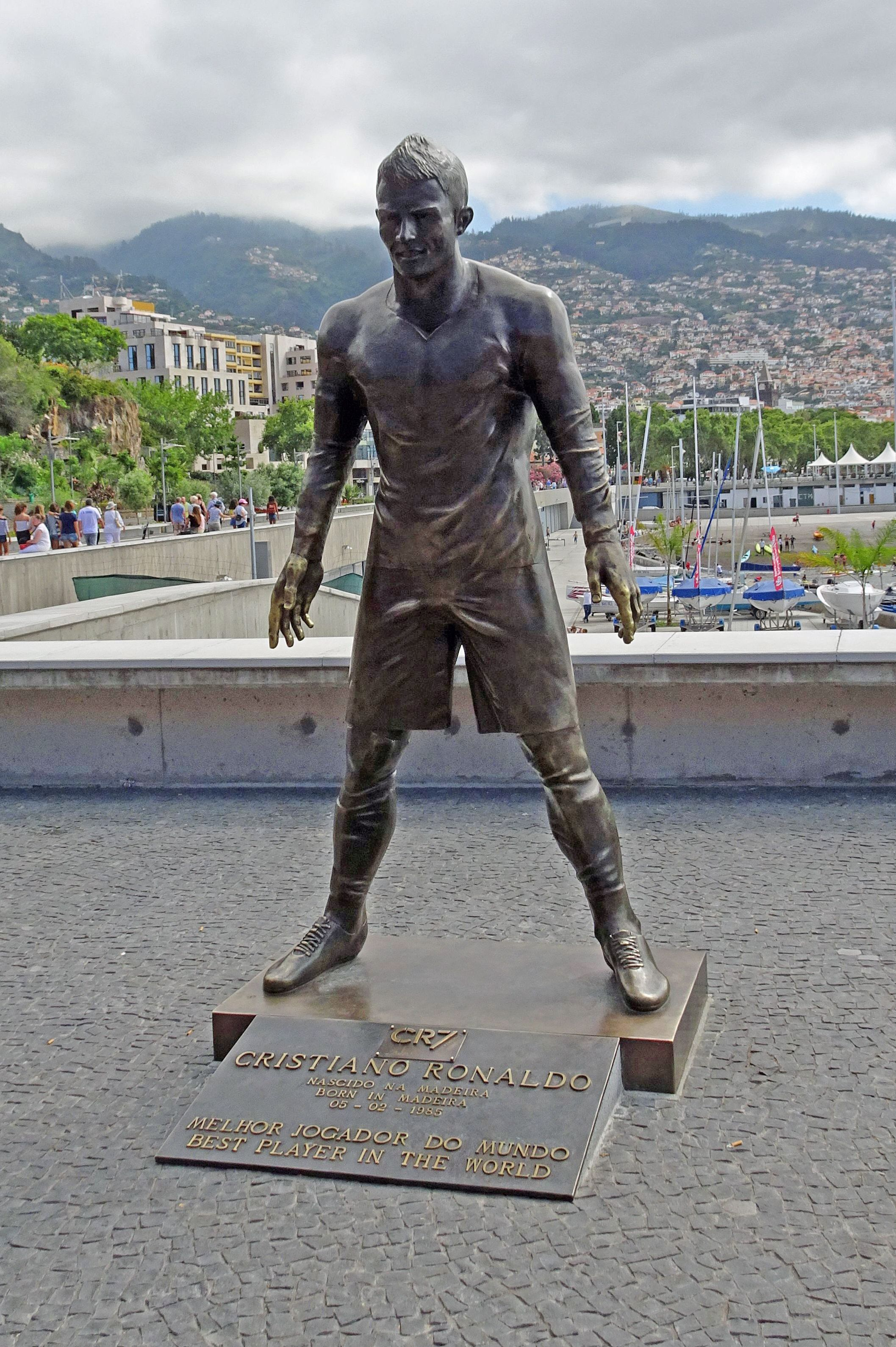
Statue Ronaldos in Funchal

### Als Nationalspieler
- Europameister: 2016
- UEFA-Nations-League-Sieger (2): 2019, 2025

### Als Vereinsspieler
International
- UEFA-Champions-League-Sieger (5): 2008, 2014, 2016, 2017, 2018
- Klub-Weltmeister (4): 2008, 2014, 2016, 2017
- UEFA-Super-Cup-Sieger (3): 2014, 2016, 2017
- Arab-Club-Champions-Cup-Sieger: 2023

National
- Portugiesischer Supercupsieger: 2002
- Englischer Meister (3): 2007, 2008, 2009
- Englischer Pokalsieger: 2004
- Englischer Ligapokalsieger (2): 2006, 2009
- Englischer Supercupsieger (2): 2007, 2008
- Spanischer Meister (2): 2012, 2017
- Spanischer Pokalsieger (2): 2011, 2014
- Spanischer Supercupsieger (2): 2012, 2017
- Italienischer Meister (2): 2019, 2020
- Italienischer Pokalsieger: 2021
- Italienischer Supercupsieger (2): 2018, 2020

### Persönliche Auszeichnungen

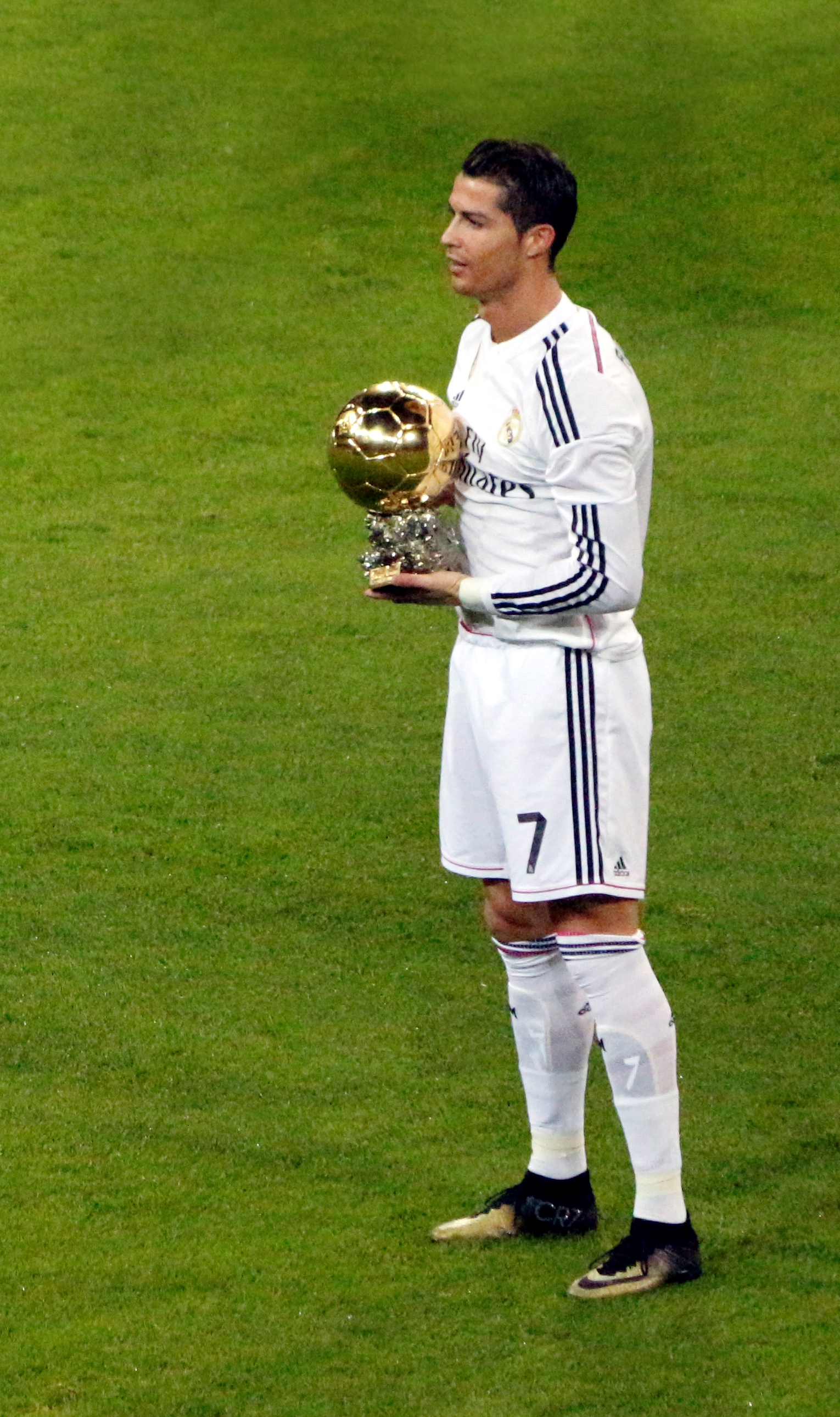
Cristiano Ronaldo mit dem Ballon d’Or (Januar 2015)

- Weltfußballer des Jahres (5)[A 2]: 2008, 2013, 2014, 2016, 2017
- Europas Fußballer des Jahres (3): 2014, 2016, 2017
- Englands Fußballer des Jahres (2): 2007, 2008
- Spaniens Fußballer des Jahres (4): 2012, 2013, 2014, 2016
- Italiens Fußballer des Jahres (2): 2019, 2020
- FPF Portugals Fußballer des Jahres (4): 2016, 2017, 2018, 2019
- CNID Portugals Fußballer des Jahres im Ausland (10): 2007, 2008, 2009, 2011, 2012, 2013, 2015, 2016, 2017, 2018
- FPF Portugals Fußballer des Jahrhunderts: 2015[248]
- Premier-League-Spieler der Saison (2): 2006/07, 2007/08
- Serie-A-Spieler der Saison: 2018/19
- Serie-A-Stürmer der Saison: 2020/21
- Premier-League-Spieler des Monats (6): November 2006, Dezember 2006, Januar 2008, März 2008, September 2021, April 2022
- Primera-División-Spieler des Monats (3): November 2013, Mai 2015, Mai 2017
- Serie-A-Spieler des Monats (2): Januar 2020, November 2020
- UEFA-Fußballer des Jahres: 2008
- UEFA-Stürmer des Jahres (3): 2008, 2017, 2018
- Wahl ins Ballon d’Or Dream Team
- Wahl in die FIFA FIFPro World XI (15): 2007, 2008, 2009, 2010, 2011, 2012, 2013, 2014, 2015, 2016, 2017, 2018, 2019, 2020, 2021
- Wahl ins UEFA Team of the Year (15): 2004, 2007, 2008, 2009, 2010, 2011, 2012, 2013, 2014, 2015, 2016, 2017, 2018, 2019, 2020
- Wahl ins PFA Team of the Year (5): 2006, 2007, 2008, 2009, 2022
- Wahl ins UEFA All-Star-Team der Europameisterschaft (3): 2004, 2012, 2016
- Wahl ins Team des Jahres der Serie A: 2019, 2020, 2021
- Goldener Ball der FIFA-Klub-Weltmeisterschaft: 2016
- Sir Matt Busby Spieler des Jahres (4): 2004, 2007, 2008, 2022
- Trofeo Bravo: 2004
- FIFA-Puskás-Preis: 2009
- BBC Weltsportler des Jahres: 2014
- PAP Europas Sportler des Jahres (2): 2016, 2017
- UEPS Europas Sportler des Jahres: 2016

### Torschützenkönig
- Europameisterschaft: 2021
- UEFA Champions League (7): 2008, 2013, 2014, 2015, 2016, 2017, 2018
- Premier League: 2008
- Primera División (3): 2011, 2014, 2015
- Serie A: 2021
- Saudi Pro League (2): 2024,  2025
- UEFA Goldener Schuh (4): 2008, 2011, 2014, 2015
- FIFA-Klub-Weltmeisterschaft (2): 2016, 2017
- UEFA Nations League Finals (2): 2019, 2025
- Arab Club Champions Cup: 2023

### Rekordtorschütze
- Europameisterschaft (14 Tore)
- UEFA Champions League (140 Tore)
- FIFA-Klub-Weltmeisterschaft (7 Tore)
- Portugiesische Nationalmannschaft (138 Tore)
- Real Madrid (450 Tore)

### Orden
- Offizier des Ordens des Infanten Dom Henrique (2004)
- Verdienstmedaille des Ordens unserer lieben Frau von Vila Viçosa (2006)
- Großoffizier des Ordens des Infanten Dom Henrique (2014)
- Kommandeur des Ordens für Verdienst (2016)

## Spielweise
Ronaldo ist ein äußerst vielseitiger Offensivspieler, der sowohl auf dem linken und rechten Flügel als auch im Sturmzentrum eingesetzt werden kann. Er ist beidfüßig, erzielt also mit beiden Füßen eine vergleichbare Schusskraft und Präzision, und zählt zu den schnellsten Fußballern der Welt – sowohl im Sprint mit Ball als auch ohne. Im Laufe seiner Karriere durchlief Ronaldo mehrere taktische Entwicklungen. Bei Sporting Lissabon und in seiner ersten Saison bei Manchester United kam er überwiegend als klassischer rechter Mittelfeldspieler zum Einsatz, wo er vor allem als Flanken- und Vorlagengeber agierte. Auf dieser Position nutzte er seine Explosivität, Schnelligkeit, Wendigkeit und Technik, um sich in Eins-gegen-eins-Situationen mit Gegenspielern zu messen. Besonders bekannt wurde er in dieser Zeit für seine Dribbelstärke und sein Repertoire an Tricks, Finten und Offensivtechniken – allen voran den für ihn typischen mehrfachen „Übersteiger“.
Bei Manchester United entwickelte Ronaldo eine ausgeprägte Muskulatur, die ihm dabei half, Bälle besser abzuschirmen und zu behaupten. Seine überdurchschnittliche Sprungkraft verschaffte ihm – in Kombination mit seiner Körpergröße und seinem exzellenten Timing – häufig Vorteile bei Luft- und Kopfballduellen. Dadurch wurde er zu einem besonders gefährlichen Abnehmer hoher Flanken in den Strafraum, was durch über 150 Kopfballtore in seiner Karriere belegt ist. In Verbindung mit seiner gesteigerten Ausdauer nahm auch seine Torgefahr deutlich zu, insbesondere nachdem er auf den linken Flügel wechselte und dort mehr Freiheiten erhielt, ins Zentrum zu ziehen und Angriffe selbst abzuschließen. Zusätzlich entwickelte sich Ronaldo dank seiner Übersicht und seines präzisen Passspiels zunehmend zu einem kreativen Impulsgeber im Offensivspiel.

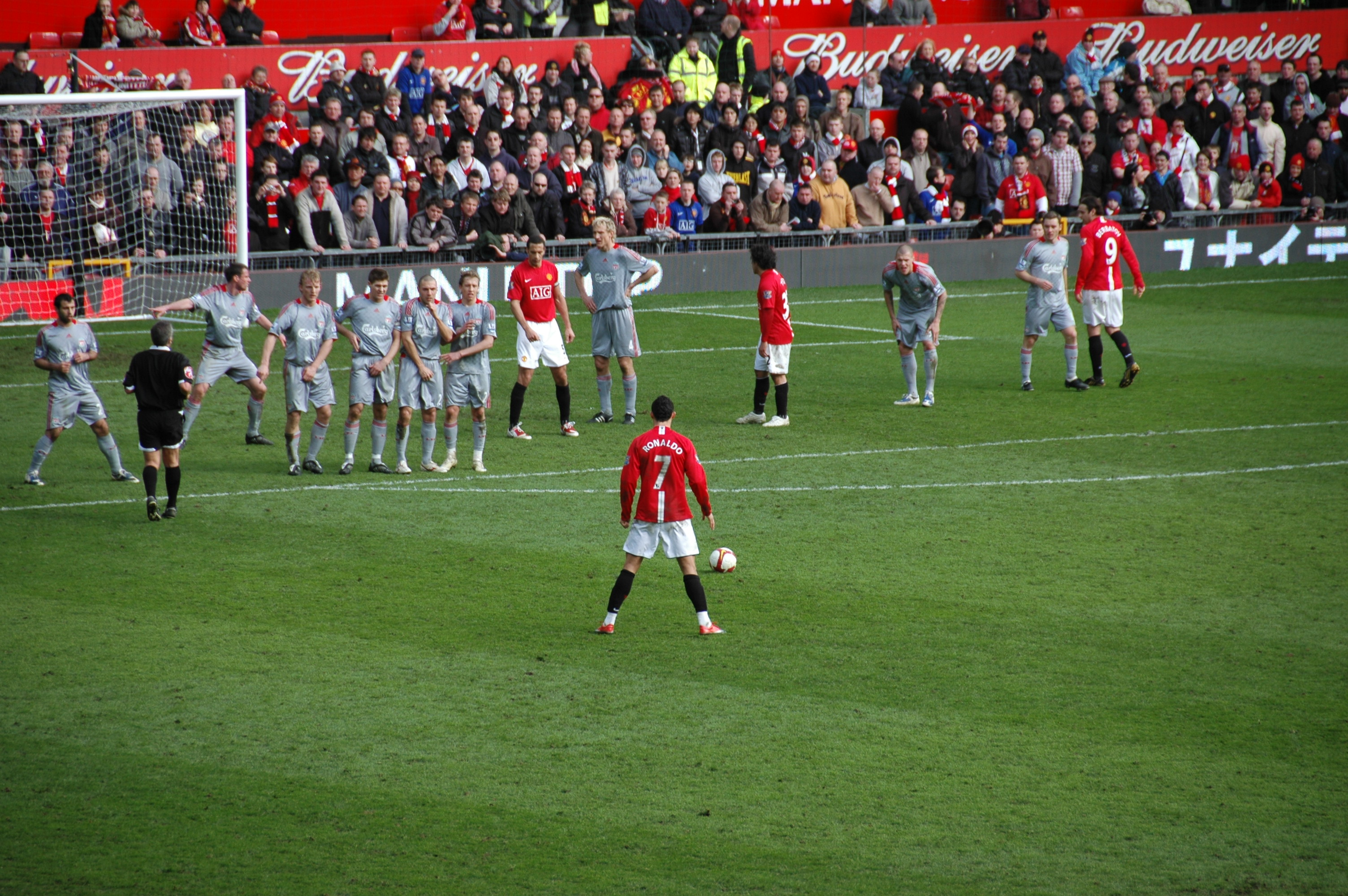
Ronaldo vor der Ausführung eines Freistoßes (März 2009)

In seinen letzten Jahren bei Manchester United (bis 2009) spielte Ronaldo noch offensiver und zentraler. Speziell in seiner letzten Saison kam er je nach taktischer Ausrichtung häufig als alleinige Sturmspitze oder Teil eines Doppelsturms zum Einsatz. Er entwickelte sich in Manchester zu einem profilierten Torjäger, der dank seines wuchtigen und präzisen Schusses außerhalb des Strafraums ebenso torgefährlich ist wie innerhalb des 16-Meter-Raums, sowie zu einem sicheren Elfmeterschützen und Spezialist für Standardsituationen. Er erzielte bislang über 60 Freistoßtore, wobei er oft von einer speziellen Schusstechnik Gebrauch macht, bei der er mit Hilfe eines hohen Topspins ein abruptes Senken des Balles bewirkt. Seine Erfolgsquote bei Freistößen verschlechterte sich jedoch in den Spätjahren seiner Karriere deutlich. Sein Ritual, vor der Ausführung von Freistößen in breitbeiniger Cowboy-Pose Stellung zu nehmen, entwickelte sich zu einem seiner Markenzeichen.
Nach seinem Wechsel zu Real Madrid wurde Ronaldo noch offensiver und seine kreativen und defensiven Aufgaben überschaubarer. Von Manuel Pellegrini wurde er zumeist in einem Zweiersturm eingesetzt, von José Mourinho hingegen wieder auf den linken Flügel versetzt. Von dort konnte er nach Belieben in die Mitte driften, um Flanken abzunehmen und Tore zu erzielen, oder Verteidiger abseits des Balles auf die Außenbahn ziehen, um Platz für Teamkollegen im Strafraum zu schaffen. Mit Madrids Konterangriffsstil wurde Ronaldo noch effizienter und beständiger, wie zahlreiche Torrekorde belegen. Seine einzigartige Rolle wurde von Experten als die eines „falschen“ Flügelspielers beschrieben, da Ronaldo mit seinen Läufen in den Strafraum zeitweise im Stile eines Mittelstürmers agierte, obwohl er eigentlich auf dem linken Flügel spielte. In taktischen Ausnahmefällen wurde Ronaldo auch als Stoßstürmer eingesetzt, so zum Beispiel im spanischen Pokalfinale 2011. Ab 2013 passte Ronaldo seinen Stil – zunächst unter Carlo Ancelotti und später unter Zinédine Zidane – an die physischen Folgen des Alterns an: Seine effektvollen Dribblings und kraftraubenden Tempoläufe wurden seltener, sein Spiel effektiver. So tritt er mittlerweile hauptsächlich als Strafraumstürmer in Erscheinung und erzielt einen Großteil seiner Tore innerhalb des 16-Meter-Raums, meist mit nur wenigen Ballberührungen. In den Medien wurde er in diesem Zusammenhang für sein intelligentes Stellungsspiel, seinen Opportunismus sowie seine Fähigkeit gelobt, Gegenspieler abzuschütteln, sich Platz im Strafraum zu verschaffen und mit wenigen Ballberührungen zum Torerfolg zu gelangen.
Bei Juventus Turin übernahm Ronaldo unter Massimiliano Allegri je nach taktischer Ausrichtung unterschiedliche Angriffsrollen. So spielte er zeitweise in einer 4–2–3–1-Formation als alleinige Sturmspitze oder in einem 4–3–3-System auf dem linken Flügel. Gelegentlich bildete er auch mit einem Mitspieler ein Angriffsduo in einer 4–3–1–2-, 4–4–2- oder 3–5–2-Formation. In diesen Rollen erzielte er nicht nur selbst Tore, sondern begab sich wieder vermehrt in Eins-gegen-Eins-Duelle und bereitete mehr Chancen für Mitspieler vor als in seinen letzten Jahren bei Real Madrid.
Ronaldos außergewöhnliche Torquote beruhte nicht darauf, dass er ein wesentlich besserer Vollstrecker war als andere Profistürmer. Zwar war seine Chancenverwertung solide, jedoch nicht signifikant besser als die seiner Konkurrenten. Was Ronaldo von anderen unterschied, war seine Fähigkeit, sich deutlich häufiger in Abschlusspositionen zu bringen. Ausschlaggebend dafür waren sein exzellentes Timing, seine geschickten Bewegungen im Rücken der Verteidiger sowie variantenreiche Laufwege. In seinen frühen Jahren bei Real Madrid gab Ronaldo pro Ligaspiel durchschnittlich rund sieben Torschüsse ab. Mit zunehmendem Alter nahm diese Zahl jedoch spürbar ab – insbesondere ab dem Jahr 2020, also ab Mitte 30. In der Saison 2020/21 kam er bei Juventus Turin noch auf 5,1 Torschüsse pro Partie. Nach seiner Rückkehr zu Manchester United sank dieser Wert in der folgenden Spielzeit auf 3,7 Versuche pro Spiel. In seiner letzten Saison bei den Red Devils (2022/23) lag seine Abschlussquote nur noch bei 2,5 Versuchen pro Partie, bei gleichzeitig durchschnittlich 0,43 Torbeteiligungen (Tore plus Vorlagen) pro 90 Minuten.
Während seiner Zeit in England, vereinzelt aber auch in Spanien, wurde Ronaldo ein Hang zu „Schwalben“, dem Vortäuschen eines gegnerischen Fouls durch theatralisches Verhalten, nachgesagt. Seine zu Karrierebeginn teils großspurige und egoistische Spielweise brachte ihm zudem gelegentlich Kritik von Trainer Alex Ferguson ein. Wegen seiner Mimik und Gestik auf dem Spielfeld wurde ihm ferner vielfach Arroganz unterstellt. Mitspieler, Trainer und Journalisten haben darauf hingewiesen, dass dies zu einem falschen Persönlichkeitsbild beigetragen hat. Interviews wie jenes im Jahr 2011, in dem Ronaldo Pfiffe gegen sich damit begründete, dass er reich, gut aussehend und ein großartiger Spieler sei und somit Neid hervorrufe, bezeichnete er im Jahr 2014 rückblickend als Fehler und Folge mangelnder Reife. Ronaldo ist für seinen Trainingseifer, seine Führungsqualitäten und seinen Siegeswillen bekannt. So stand er nach einer verletzungsbedingten Auswechslung im siegreichen Finale der Europameisterschaft 2016 bis zum Ende an der Seitenlinie, gab Kommandos und diskutierte mit dem vierten Offiziellen. Dank seiner mentalen Stärke erreicht er speziell in wichtigen Spielen und hohen Drucksituationen Bestform. Seine Erfolge bzw. Rekorde in drei europäischen Ligen und der Nationalmannschaft gelten als Beleg für seine Anpassungsfähigkeit und seine beständige Suche nach neuen Herausforderungen.

## Sonstiges

### Vermarktung

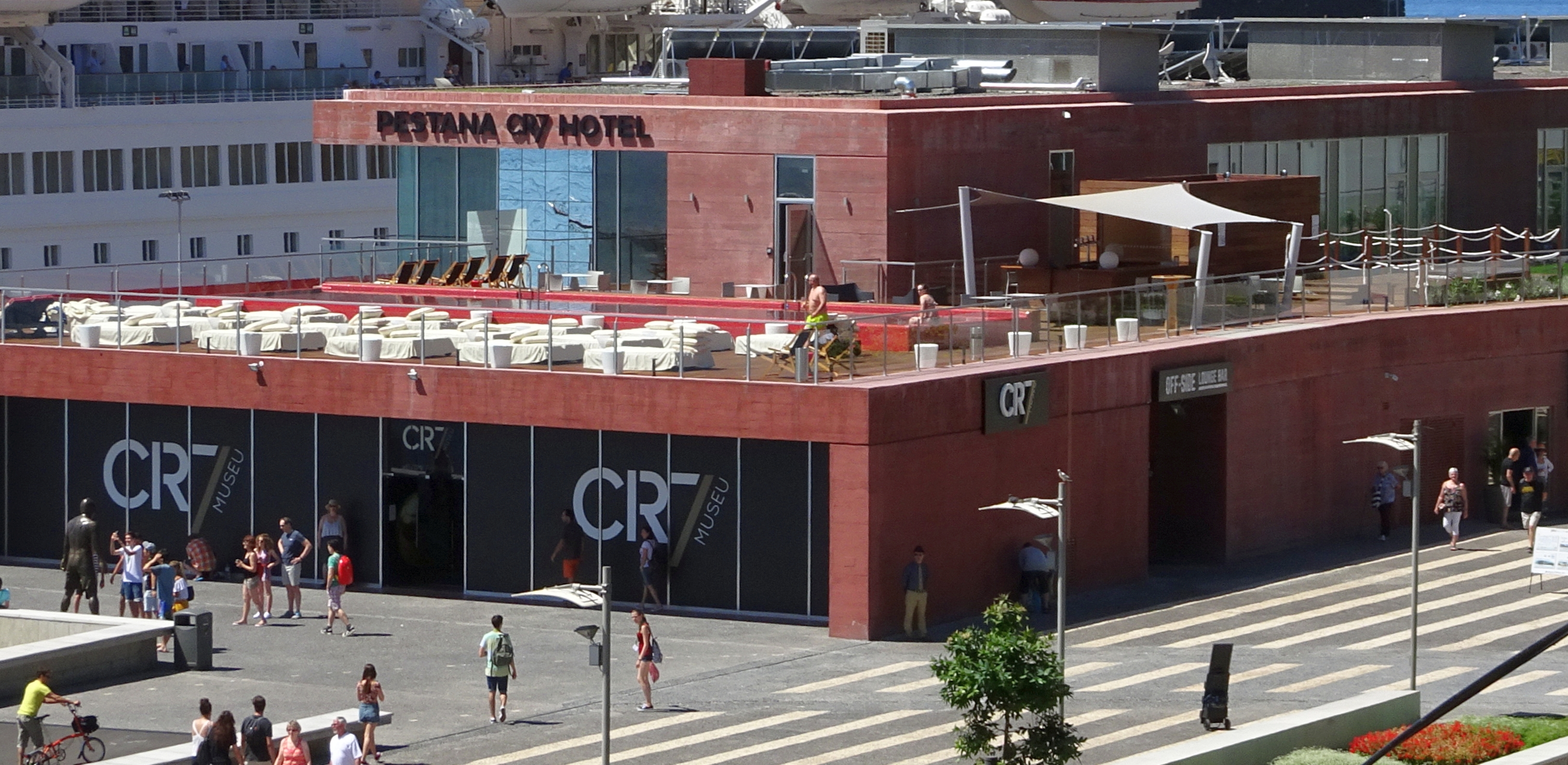
CR7-Museum und ‑Hotel in Funchal, Madeira (2016)

Ronaldo schloss im Laufe seiner Karriere zahlreiche Werbeverträge ab und repräsentierte auf diese Weise u. a. die Banco Espírito Santo, Binance, Castrol, Clear Shampoo, Coca-Cola, DAZN, EA Sports, Emirates, Emporio Armani, die Grupo Bimbo, Herbalife, Hot, KFC, Konami, MEO, Motorola, Nike, Pepe Jeans, Samsung, SFR, Suzuki, TAG Heuer, Toyota, Türk Telekom und Wey. Ronaldo betreibt ein umfassendes Selbstmarketing und Personal Branding. Was 2006 als Modelabel CR7 – ein Numeronym, das sich aus seinen Initialen und seiner Rückennummer zusammensetzt – mit familiärer Anbindung begann, baute er zu einer in der EU eingetragenen Unionsmarke aus. Mit dieser verfolgt er eine Hochpreisstrategie, positioniert sie im oberen Luxus-Marktsegment und verleiht ihr gleichzeitig mit „100% made in Portugal“ auch eine nationale Verbindung zum Heimatland. Neben seiner Modelinie und Parfümserie investierte Ronaldo Ende 2015 im Rahmen eines Joint Ventures mit der portugiesischen Hotelkette Pestana rund 37 Millionen Euro in den Bau von vier Hotels an den Standorten Funchal, Lissabon, Madrid und New York. Die Hotels in Funchal und Lissabon wurden im Juli bzw. Oktober 2016 eröffnet, die Hotels in Madrid und New York im Juni bzw. Juli 2021. Mittlerweile sind drei weitere Hotels in Paris, Marrakesch und Manchester geplant. Im März 2019 eröffnete die Insparya Global Hair Medical Clinic S.L., an der Ronaldo eine 50-%-Beteiligung hält, eine Klinik für Haartransplantationen in Madrid. Mit über 1 Milliarde Followern ist er die mit Abstand populärste Person in den sozialen Medien. „Ronaldo ist zur Marke geworden, die sich verkaufen lässt und die er mit Toren vermarktet.“
Im Oktober 2007 veröffentlichte Ronaldo das Buch Moments über die Höhepunkte seiner bisherigen Karriere. Ende 2013 eröffnete er in seiner Heimatstadt Funchal sein eigenes Museum. Im November 2015 erschien der Dokumentarfilm „Ronaldo“ in den Kinos, für den der Fußballer ein Jahr von Regisseur Anthony Wonke begleitet worden war. Nach dem Gewinn der Europameisterschaft mit Portugal verkündete der Präsident der Autonomen Region Madeira am 23. Juli 2016 anlässlich der Eröffnung von Ronaldos Hotel in Funchal, dass der Flughafen Madeira in Aeroporto da Madeira Cristiano Ronaldo umbenannt werde. Die Zeremonie der Umbenennung erfolgte am 29. März 2017.

### YouTube-Kanal
Im August 2024 startete Cristiano Ronaldo einen eigenen YouTube-Kanal und stellte einen Weltrekord auf, indem er anderthalb Stunden nach der Ankündigung auf seinen Social-Media-Accounts die Marke von einer Million Abonnenten knackte. Innerhalb von 24 Stunden hatte er über 19,7 Mio. Abonnenten. Bis Mitte November 2024 erreichte er über 570 Mio. Aufrufe und 66,5 Mio. Abonnenten. In den Videos ist teilweise Tourismuswerbung für Saudi-Arabien enthalten.

### Soziales Engagement
Als nach dem Erdbeben im Indischen Ozean 2004 Fernsehbilder von einem Kind in Aceh um die Welt gingen, das die Katastrophe in einem Portugal-Trikot überlebt hatte, besuchte Ronaldo im Jahr 2005 Indonesien, warb um Spenden und übernahm die Patenschaft für den Jungen. Später engagierte sich Ronaldo als Botschafter des Mangrove Care Forum an der Seite des indonesischen Staatspräsidenten Susilo Bambang Yudhoyono für den Schutz der Mangrovenwälder auf Bali. Seit Januar 2013 ist Ronaldo als globaler Botschafter der Kinderrechtsorganisation Save the Children tätig. Weiterhin unterstützt er seit Oktober 2015 als Testimonial die Kampagne #BeThe1Donor des Pharmakonzerns Abbott, die junge Menschen dazu anregen soll, regelmäßig Blut zu spenden. Ronaldo zählt zu den wohltätigsten Sportlern. Nach dem Champions-League-Triumph 2016 spendete er seine Siegprämie in Höhe von 600.000 Euro für wohltätige Zwecke. Im Oktober 2017 ließ er seine FIFA-Ballon-d’Or-Trophäe aus dem Jahr 2013 auf einer Auktion in London versteigern und den Erlös in Höhe von 600.000 Pfund Sterling der Make-A-Wish-Foundation zukommen, die sich die Erfüllung von Herzenswünschen schwerstkranker Kinder zum Ziel gesetzt hat.

### Steuerhinterziehung
Die Staatsanwaltschaft Madrid erhob am 13. Juni 2017 Anklage gegen Ronaldo und warf ihm vor, im Zeitraum von 2011 bis 2014 mit einem Firmengeflecht in Irland und den Britischen Jungferninseln Werbegelder vor dem Finanzamt verschleiert und so Steuern in Höhe von 14,7 Millionen Euro hinterzogen zu haben. Dies hatte Der Spiegel zuvor gemeinsam mit dem Recherchenetzwerk European Investigative Collaborations im Rahmen der Football-Leaks herausgefunden. Ronaldos Management stritt die Vorwürfe ab und erklärte, es habe keine Betrugs- und Verschleierungsabsicht gegeben. Das Firmengeflecht habe bereits seit Ronaldos Zeit bei Manchester United bestanden. Die Geschäfte seien den britischen und spanischen Behörden bekannt gewesen. Ende Juli 2018 wurde berichtet, dass sich Ronaldo mit der spanischen Staatsanwaltschaft geeinigt und in vier Steuerdelikten für schuldig bekannt habe. Der ursprüngliche Vorwurf von Steuerhinterziehung in Höhe von 14,7 Millionen Euro wurde demnach auf 5,7 Millionen Euro reduziert. Im Zuge dessen musste Ronaldo 18,8 Millionen Euro nachzahlen und erhielt eine fast zweijährige Haftstrafe auf Bewährung (23 Monate und 30 Tage). In Spanien werden Haftstrafen unter zwei Jahren üblicherweise zur Bewährung ausgesetzt.

### Vergewaltigungsvorwurf
Im Juni 2017 berichtete das Magazin Der Spiegel, auf Grundlage von Dokumenten aus dem Fundus von Football Leaks, über einen Vergewaltigungsvorwurf gegen Ronaldo aus dem Jahr 2009 in Las Vegas. Dabei war es 2010 zu einer außergerichtlichen Einigung gekommen, in deren Zuge die Amerikanerin Kathryn Mayorga gegen eine Zahlung von 375.000 Dollar „einem Verzicht auf weitere rechtliche Schritte und einer Schweigevereinbarung zugestimmt“ hatte. Im September 2018 wurde durch ein erstmaliges Interview mit der Frau publik, dass ihr Anwalt diese Einigung im US-Bundesstaat Nevada in einer Zivilklage anfocht. Am 27. September nahm das Bezirksgericht in Nevada die 32-seitige Klage an. Am 1. Oktober 2018 gab die Polizei von Las Vegas bekannt, ein Ermittlungsverfahren wieder aufzunehmen, nachdem ihr der Fall bereits im Juni 2009 angezeigt worden war. Die damaligen Ermittlungen waren vorläufig eingestellt worden, da die Polizei keine Informationen über den Ort und konkrete Personen erhalten hatte. Ronaldo wies die Vergewaltigungsanschuldigung zurück. Am 22. Juli 2019 gab die Staatsanwaltschaft des Clark County im US-Bundesstaat Nevada bekannt, dass sie kein Strafverfahren eröffnen werde, da basierend auf einer Überprüfung der gegebenen Informationen die Anschuldigungen bezüglich eines sexuellen Übergriffs nicht zweifelsfrei bewiesen werden könnten. Im Februar 2020 stellte der zuständige Magistrate Judge Daniel J. Albregts bezüglich der Zivilklage fest, dass keines der Argumente der Klägerin eine Annullierung der außergerichtlichen Einigung rechtfertige und empfahl, dass lediglich ein vertrauliches Schiedsverfahren stattfinden solle. Am 6. Oktober 2021 empfahl Albregts, einem Antrag von Ronaldos Anwälten stattzugeben und die Klage wegen des grob unsachgemäßen Verhaltens des Anwalts der Klägerin, Leslie Mark Stovall, abzuweisen. Stovall hatte wiederholt auf cybergehackte Dokumente zurückgegriffen, die dem Anwalts-Mandanten-Privileg unterlagen. Richterin Jennifer Dorsey gab dem Antrag am 11. Juni 2022 statt und wies die Klage ab. Im Februar 2023 wurde Stovall zu einer Zahlung in Höhe von 335.000 Dollar verurteilt, um Ronaldo für dessen Anwaltskosten zu entschädigen. Der gegen dieses Urteil eingelegte Einspruch wurde im November 2023 endgültig abgewiesen.

### Vermögen
Ronaldos Gesamtvermögen wurde im Juni 2018 auf 400 Millionen US-Dollar geschätzt. Mit einem Einkommen von etwa 136 Millionen US-Dollar im Jahr 2023, 260 Millionen US-Dollar im Jahr 2024 und 275 Millionen US-Dollar im Jahr 2025 war er in diesen Jahren jeweils der bestbezahlte Sportler der Welt.